# F-104星式戰鬥機
F-104星式戰鬥機（英語：Lockheed F-104 Starfighter）是美國洛克希德公司所設計的單引擎全天候超音速攔截機／戰鬥機，戰機世代上屬於第二代戰機，為美軍世紀系列戰鬥機之一。由美國軍火工業的傳奇人物凯利·強森（Clarence Leonard "Kelly" Johnson）所領導的臭鼬工廠操刀設計，該單位也設計了U-2、SR-71、F-117、F-22、F-35等著名軍機。F-104的設計跳脫當時美國空軍朝向更大更重的趨勢，強調輕盈與簡單，專為爭取空優而設計，被公認為韓戰經驗的總結作品（越戰經驗的總結作品公認為F-16）。F-104是世界上第一架擁有兩倍音速的戰機，並在1960年代長期保持升速、航高（10萬英尺）的紀錄，F-104A型機在無掛載的情況下，從巡航速度0.9馬赫加速至2馬赫（2倍音速）僅需67秒鐘，F-104G型機更可達2.2馬赫，1959年12月14日，美國空軍一架F-104C創下了103,389英尺（31,513米）高度的世界紀錄。美國空軍於1958年2月正式服役後，於8月因應第二次海峽危機而部署至中華民國，為美國空軍F-104戰鬥機的首次海外部署。除了美國使用，也外銷到許多國家，並成為北約會員國的主要戰術核子武器投射力量。F-104創造了許多世界紀錄，卻因為洛克希德公司賄賂許多外國政治和軍事人物以獲取購買合同，這在歐洲和日本引起了政治爭議。F-104因強調高速飛行的性能，外型非常特別，擁有「銀色天神」、「載人飛彈」、「人類最後的載人戰鬥機」等美譽，美國（含授權加拿大、日本、荷蘭及義大利等國）總計生產了2,580架各型F-104。最後一個使用國家義大利已經在2004年將F-104S除役，結束星式戰鬥機長達46年的服役紀錄。
F-104的高坠机率使其在中華民國及德意志聯邦共和國（西德）等用戶國有「寡妇制造机」（德語：Witwenmacher）、「飛行棺材」（德語：fliegender Sarg）、「人间飞弹」之恶名，全球平均每10万飞行小时坠毁25.2架。其坠机率為：美国未公开，中華民國46%，加拿大45%，比利时37%，意大利37%，西德32%，荷兰31%，日本15%（除早期试制品，1965年后经三菱重工重新设计后量产，大部分零件与其它国机型不能通用）。F-104最大用户的德國聯邦國防軍空軍採購916架，损失298架（含6架地面损失），116名飞行员丧生（含8名美军飞行员），171名飞行员成功弹射逃生（含8名在F-104弹射逃生2次的飞行员）。美国于1960年开始以阿里山计划的名義向中華民國軍援F-104，1970年后美国转为軍售北約盟國及日本名義上除役的F-104。中華民國空軍自1960年開始由美國軍援及軍售合計302架各型F-104，总共服役長達38年，飞行时间38万小时，直到1998年除役時，總計114架失事，66名飛行員喪生，其中蔡冠倫少校更是在F-104成功弹射逃生3次。

## 發展歷史

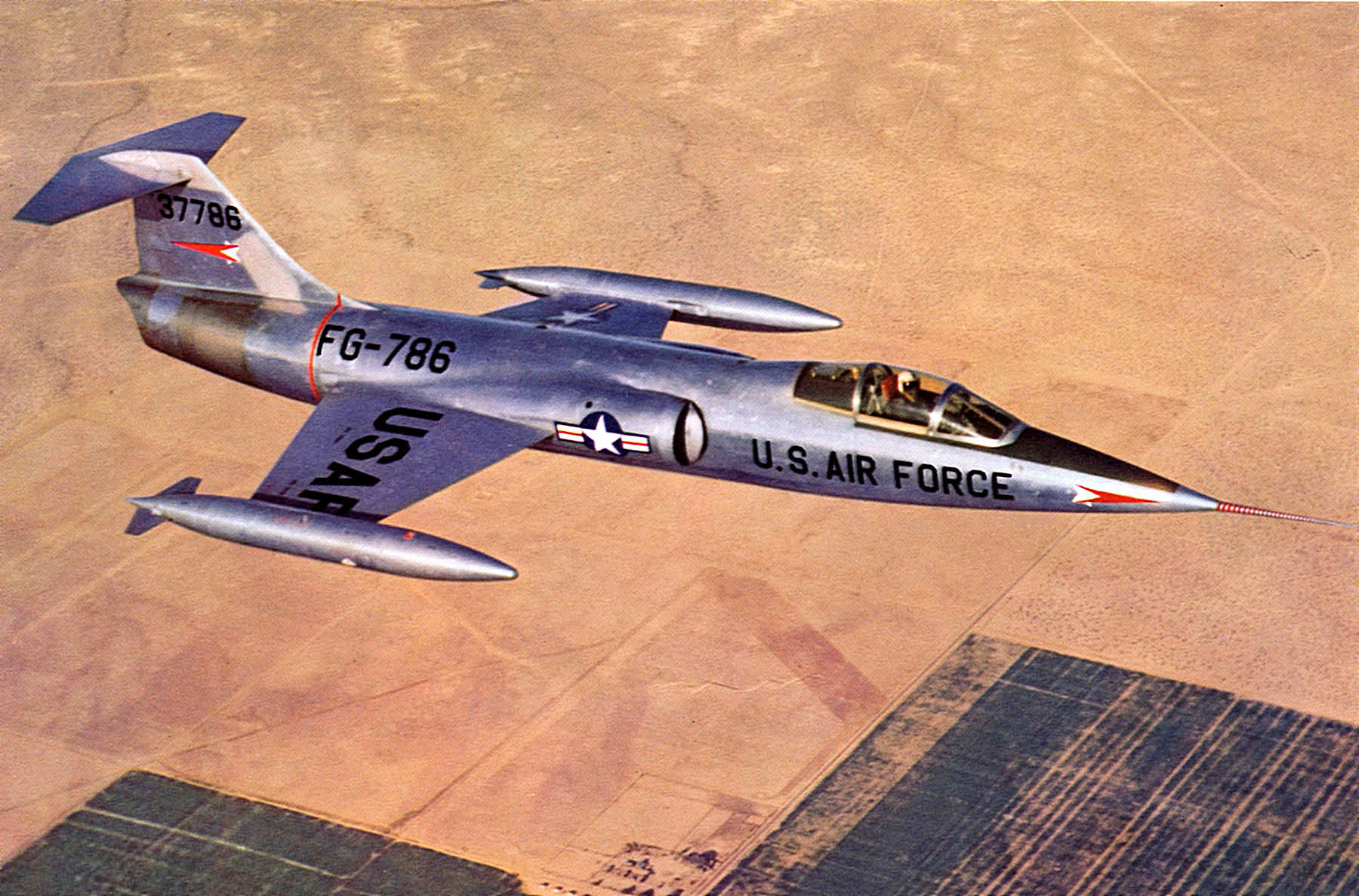
第一架XF-104原型機（編號53-7786）。

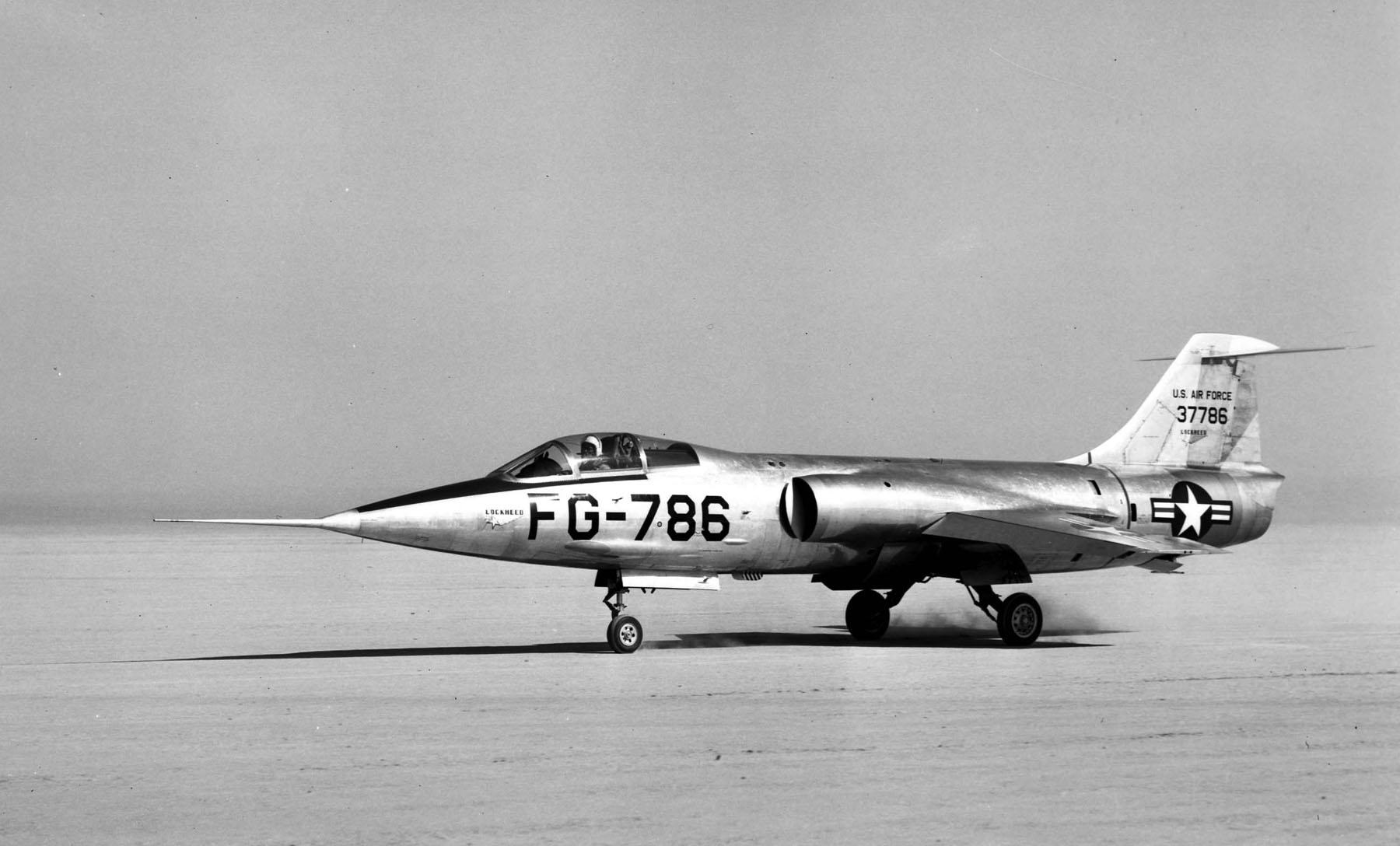
XF-104

1951年11月，洛克希德臭鼬工廠工程暨研發副總裁凱利.強森訪問了美國在韓國的空軍基地，向戰鬥機飛行員洽詢他們希望的新型戰機。當時美軍的空戰主力是F-86軍刀戰鬥機，對戰主要敵軍為蘇聯製MIG-15，飛官們認為米格機比複雜的美國戰機更為優秀，因此希望有一架小型且簡單的高性能戰機，尤其是必須要有高速與高空作戰能力。獲得回饋的臭鼬工廠在1952年3月提出基本概念，並提出一百多種假設規格分析。想定尺寸從8,000磅至50,000磅重等級，最後定案的尺寸為一款12,000磅重，搭配J79渦輪噴射發動機的輕型戰鬥機。
1952年11月5日，洛克希德向美國空軍提出083型戰鬥機設計，空軍對這架飛機開出的規格出現興趣，並且以類似規格開出了輕型戰鬥機競標案，補充當時問題尚未解決的F-100超級軍刀戰鬥機。競標案最後有三家廠商進入決選：北美航空的XF-91戰鬥機改良構型AP-55與NA-212構型（未來的F-107終級軍刀戰鬥機）、諾斯羅普N-102、洛克希德的083型。儘管其它廠商的方案也具有其優勢，但美國空軍最後仍然選擇了洛克希德。競標案在1953年3月12日簽約，洛克希德打造2架原型機，編號XF-104。
XF-104在1953年4月底即完成全尺寸工程模型提供美軍進行審查，1953年夏季開始製造。由於進度順利，反而是原定搭配的J79發動機無法跟上飛機研製進度，因此原型機只能使用J65渦輪噴射發動機暫代。
1954年2月7日，第一架XF-104（生產序號：53-7786）原型機出廠。在2月24至25日間，該機在嚴格保安下被運往愛德華空軍基地。洛克希德的試飛員A·W·托尼·勒維爾擔任首席試飛員。同年2月27日，XF-104開始滑行試驗；28日，XF-104在高速滑行過程中發生跳躍，短暫離地達五英尺；是年3月4日，XF-104首次試飛，但起飛後起落架故障無法收起，該機低速飛行了20分鐘後返航，洛克希德工程師進行了現場搶修，但無法找到問題所在。次日XF-104再次升空，起落架依然收不起來，經仔細檢查後發現是液壓作動系統失壓。此後三周內，愛德華空軍基地地區天氣惡劣，XF-104被迫停止試飛。直至3月26日，XF-104才重新升空，在起落架收起狀態下完成了第三、四次試飛。試飛中發現，XF-104原來的偏航阻尼器效率很低，使得機頭在飛行中發生不穩定的左右偏擺現象，後來改進方向舵定中裝置加以解決。
此時，由於J79發動機研製進度滯後，XF-104需裝備蓋瑞特公司承製無後燃器的J65-B-3渦輪噴射發動機，為此XF-104的後機身和進氣口進行了重大修改，以適應這種推力較小的發動機，這時XF-104的進氣口並未裝備激波錐。由於推力限制，XF-104最初的速度遠未達到設計指標，其平飛速度甚至未能突破音障，只能在小角度俯衝時達到1馬赫。唯一的優點是跨音速時飛機表現穩定，沒有出現顫振等一系列問題。1954年7月，加裝後燃器的J65-W-7發動機獲准投入使用，替換了原來的J65-B-3。該發動機的軍用推力為3,538公斤，後燃推力為4,627公斤，已經遠優於J65-B-3。換裝J65-W-7後，XF-104最大平飛速度可以輕易超過音速，在12,500米左右高空可以達到1.49馬赫，俯衝時最大速度可以達到1.6馬赫，急躍升時可以爬升到16,764米。1955年3月15日，該機由洛克希德試飛員J·雷·格岱駕駛，在18,288米高空達到1.79馬赫， 這是XF-104所達到的最大平飛速度。

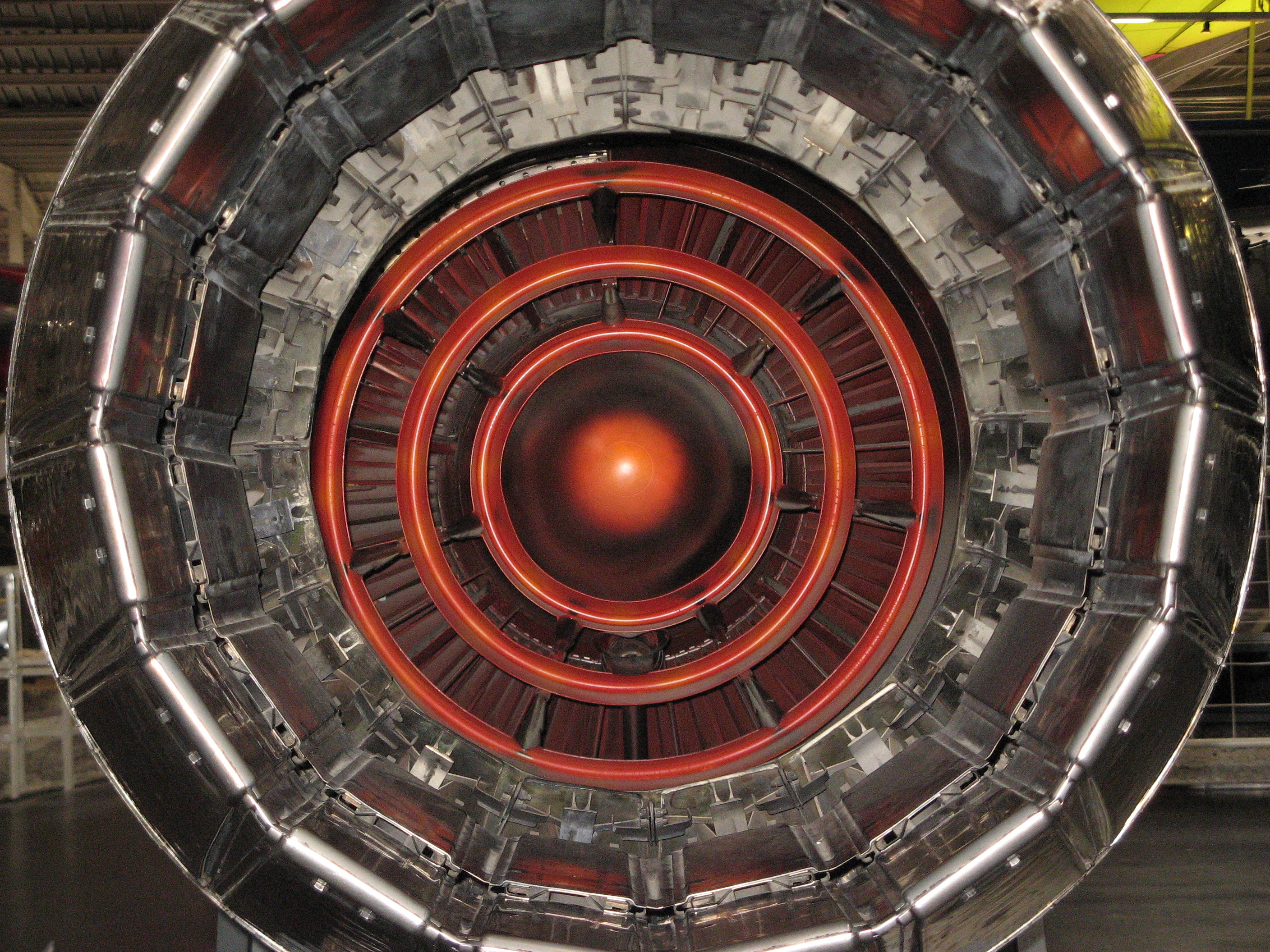
F-104G所用的J79發動機

1954年10月5日，裝備J65-W-7的第二架XF-104（53-7787）首次試飛。該機被用作武器試驗平臺，因此裝備了20毫米M61A1機炮，以及AN/ASG-14T-1火控系統。在最初的對空火力測試中，M61A1機炮表現良好。在12月17日，當時，XF-104正在進行射擊試驗，M61A1發生膛炸，緊接著J65發動機轉速急劇變化，處於極度不穩定狀態。經驗豐富的首席試飛員托尼·勒維爾立刻關閉發動機，進行空滑迫降，最後在羅傑斯乾湖上成功著陸。事後調查發現，一發20毫米炮彈在膛內爆炸，碎片飛出來擊穿中機身油箱。燃油噴到炮艙內，並從艙門縫隙漏到左側進氣道內，使得發動機由於嚴重富油而熄火。在這件事當中，勒維爾能安全脫險。
在1955年4月14日，當時R·菲斯·索曼正駕駛2號機在15,240米高空進行機炮射擊試驗。機炮在射擊時發生故障，產生嚴重振動，撞鬆了飛機腹部的彈射艙門，導致座艙急速失壓。索曼的抗G衣因此迅速膨脹起來，擋住了他的視線。他立刻想到去年12月的那次事故，認為自己也遇到了同樣的事件，在沒有選擇下跳傘。然而他事後發現，他本來可以挽救這架飛機的：飛機本身沒有嚴重問題，只要降到低空，抗G衣自然也收縮下來，視線也不會受阻了。由於這次事故，洛克希德損失了僅有的武器試驗平臺，不得不改裝一架F-94攔截機應急。
1955年12月，XF-104的1號機交付美國空軍。在1957年7月11日墜毀，該機正在為一架F-104A伴隨護航，卻遇到尾翼顫振問題。由於嚴重顫振，整個尾翼結構被破壞，從機身上脫落，試飛員比爾·派克被迫跳傘。至此，XF-104原型機全部損失。
J79發動機在1954年完成，而真正導入J79的F-104－YF-104A此時才開始製造，在1954年3月，美軍和洛克希德簽約訂製17架換裝J79的F-104。與XF-104相比，YF-104A的機身為了配合J79延長了1.68公尺，YF-104A最初配備的是無後燃器之YJ79-GE-3（推力9,300磅），但隨後即換裝配備後燃器之J79-GE-3A（後燃推力14,800磅）。YF-104A在1956年2月17日首飛，這17架先導量產機進行相關飛行測試。洛克希德從它們的測試中為F-104進行部分改良，包括強化機身結構、裝設提高飛行穩定性的腹鰭、降低降落速度的邊界層控制裝置。然而J79後燃器的開發延誤，以及美國空軍要求整合AIM-9響尾蛇飛彈，導致F-104服役進度仍遭到拖延，直到1958年1月28日，首架正式量產型F-104A才撥交給美國空軍第83攔截機中隊服役。

## 設計
美國飛行員在經歷韓戰後，普遍認為新戰機應重點突出輕巧、高爬升率及高速性能。因此，F-104設計時將重點放在高空高速及高爬升率，而犧牲續航力和水平機動性。F-104本來用於替換空軍的F-100戰機，因此需要擔當制空戰機及戰鬥轟炸機的角色。但由於其研發進度滯後及其掛載能力有限，後被改為防空攔截機，以填補F-106三角標槍戰鬥機服役前的空檔。防空司令部因為F-102與F-106的開發延宕，因此接受了F-104作為臨時墊檔機種的構想，儘管它的系統與武裝並不適用於大區域防空攔截。
F-104採用佈局，單發單座，兩側半圓帶調節錐進氣道，機翼為帶大下反角的小展弦比梯形翼，高平尾佈局（亦稱T形尾翼佈局）。為了減小穿音速阻力，其機身細長，並具備符合跨音速面積率的蜂腰設計。為了抑制飛機在俯仰軸和航向軸產生耦合動作（荷蘭滾）的趨勢，機翼採用了高達10度的下反角以提升其滾轉穩定性。
F-104在當時同時代戰鬥機中，設計最為前衛之處是機翼。有別於當時超音速戰機機翼主流是採用後掠翼或是三角翼構型兼顧空氣阻力、升力及內部容積，洛克希德從X-7試驗機的測試了解到最適合超音速飛行的翼型是筆直、極薄、且中置於機身的梯形翼。該梯形翼的後掠角僅26度，但是機翼使用極小的相對厚度（3.36%，後期略微增厚）以及展弦比僅有2.45的設計減低飛行阻力，為了保證機翼輕薄而具備足夠的結構強度，其材質是由實心鋼板銑削而成。F-104的機翼前緣厚度僅有0.16英吋（0.41公厘），在美國電影「星戰F-104」（原文THE STARFIGHTERS）中，則有以F-104機翼切割紙張之畫面。由於既薄且銳利，很容易造成地勤機務人員被割傷，因此落地保養時會在機翼套設保護罩避免受傷。
也由於機翼過薄，F-104的機翼也幾乎沒有可用容積裝設其它航空機材，驅動副翼的液壓缸厚度就被限制在1英寸內以便於安裝。而油箱、起落架等全部都裝在機身中，惡化了F-104本身的續航力。

### 襟翼

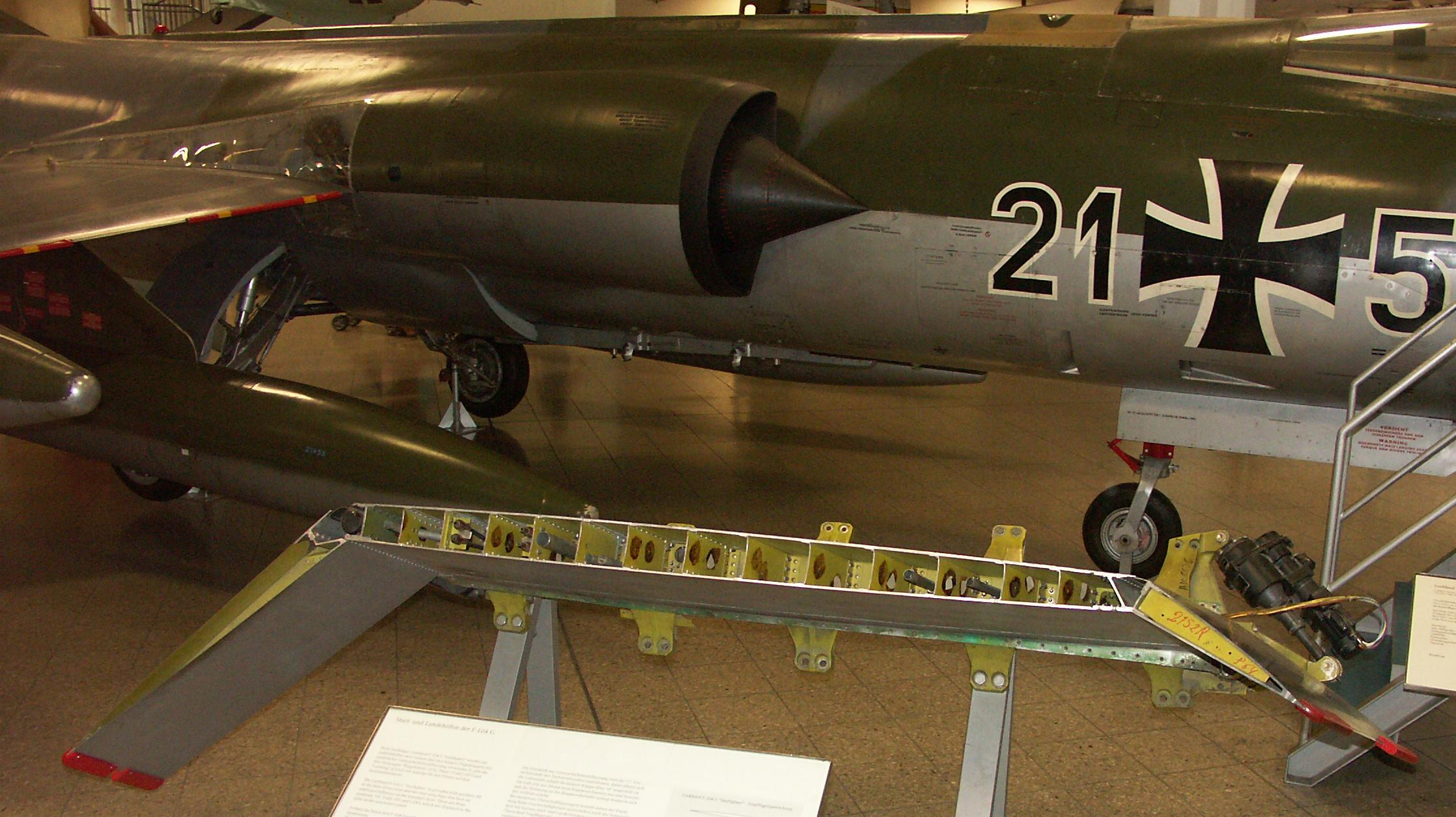
F-104G的襟翼

為了滿足超音速設計需求，F-104使用了不同於常規的機翼設計構型，也導致F-104具有非常高的翼負荷。為了降低起降速度，F-104還採用了邊界層控制技術（亦稱「吹氣襟翼」），從而成為世界上第一架採用這種技術的戰鬥機。常規襟翼放下後，在其上表面會產生紊流，從而導致襟翼效率下降。F-104則從引擎第17級壓氣機處引氣至襟翼、機翼結合部，當襟翼放下至15度時，引氣系統開始工作，當襟翼達到45度最大偏度時，引氣系統也處於全開狀態。高壓氣流從襟翼鉸鏈線處的狹縫沿襟翼上表面噴出，為當地附面層補充能量，減小了由於附面層分離而導致的紊流，從而提高了襟翼效率，F-104的失速速度因此減小了15節。全展向前緣襟翼和後緣襟翼聯動，用於飛機起降和低速機動。副翼比較特別，只能單向偏轉，並且受後緣襟翼影響，當後緣襟翼處於全放下位置時，副翼只能達到最大偏角的65％。

### 航電與武備
初期的F-104電子裝備安裝了由RCA開發的AN/ASG-14T1（MA-10）射控雷達、太康天線、AN/ARC-34無線電，在開發G型時為了合乎對地攻擊與全天候作戰的需求換裝了Autonetics F15A NASARR雷達與李頓LN-3慣性導航系統。AN/ASG-14雷達採用拋物面天線，天線尺寸直徑61公分（24英吋），早期款式的搜索模式是雷達採用螺旋型掃描，天線可動空間為90度，最遠偵測距離為20英里（32公里），後期增加到40英里（64公里），由於當時的雷達尚未解決地面雜波干擾問題，實用高度要在3,000公尺以上才能正常使用。追蹤模式天線掃描可動區域會縮小到20度，可追蹤10英里（16公里）距離的目標。而雷達還有第三種被動追蹤模式，可用於鎖定施放電子干擾訊號的來源。

## 生產
| 衍生機型 | 洛克希德 (原廠) | 跨國 | 加拿大 | 義大利 飛雅特 | 荷蘭 福 克 | 西德 MBB (賓士) | 西德 梅塞 施密特 | 日本 三菱重工 | 比利時 薩布卡 | 合計 |
| -------- | --------------- | ---- | ------ | ------------- | ---------- | --------------- | ---------------- | ------------- | ------------- | ---- |
| XF-104   | 2               |      |        |               |            |                 |                  |               |               | 2    |
| YF-104A  | 17              |      |        |               |            |                 |                  |               |               | 17   |
| F-104A   | 153             |      |        |               |            |                 |                  |               |               | 153  |
| F-104B   | 26              |      |        |               |            |                 |                  |               |               | 26   |
| F-104C   | 77              |      |        |               |            |                 |                  |               |               | 77   |
| F-104D   | 21              |      |        |               |            |                 |                  |               |               | 21   |
| F-104DJ  | 20              |      |        |               |            |                 |                  |               |               | 20   |
| CF-104   |                 |      | 200    |               |            |                 |                  |               |               | 200  |
| CF-104D  | 38              |      |        |               |            |                 |                  |               |               | 38   |
| F-104F   | 30              |      |        |               |            |                 |                  |               |               | 30   |
| F-104G   | 139             |      | 140    | 169           | 231        | 50              | 210              |               | 188           | 1127 |
| RF-104G  | 40              |      |        | 30            | 119        |                 |                  |               |               | 189  |
| TF-104G  | 172             | 48   |        |               |            |                 |                  |               |               | 220  |
| F-104J   | 3               |      |        |               |            |                 |                  | 207           |               | 210  |
| F-104N   | 3               |      |        |               |            |                 |                  |               |               | 3    |
| F-104S   |                 |      |        | 245           |            |                 |                  |               |               | 245  |
| 總計     | 741             | 48   | 340    | 444           | 350        | 50              | 210              | 207           | 188           | 2578 |

## 實戰

### 臺灣海峽衝突
1958年，因八二三砲戰。美军派出驾驶F-104A战机的第83戰鬥攔截機中隊协防台湾。此后，开启阿里山计划。1960年5月17日，正式装备中華民國空軍。1998年5月22日，中華民國空軍最后的G型机除役，共计服役38年:146。

#### 第二次台灣海峽危機

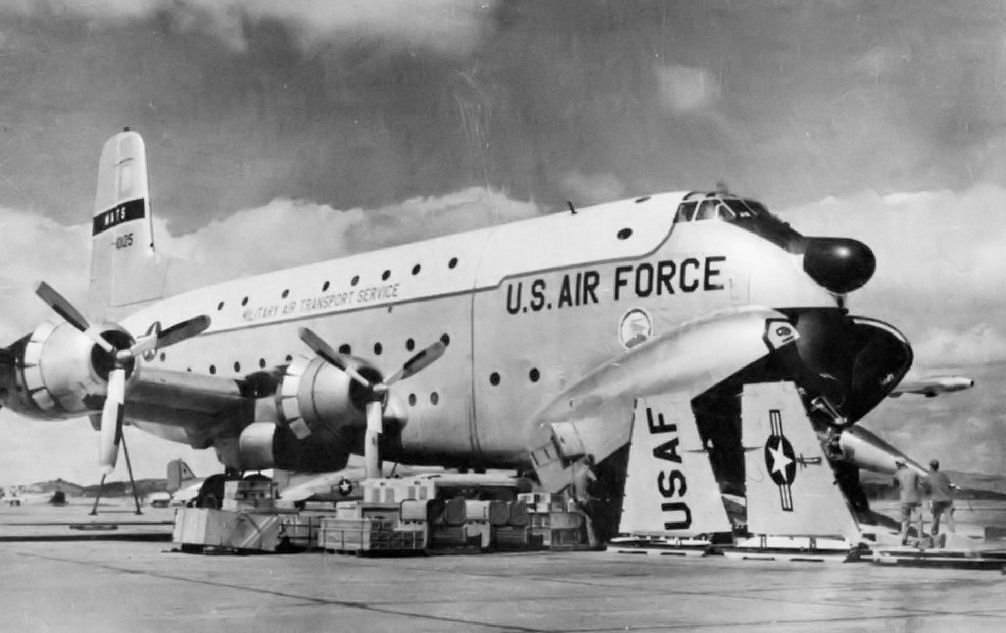
一架美國空軍F-104A在加州漢密爾頓空軍基地裝載到C-124全球霸王II運輸機運輸機上，準備運往台灣（1958年）

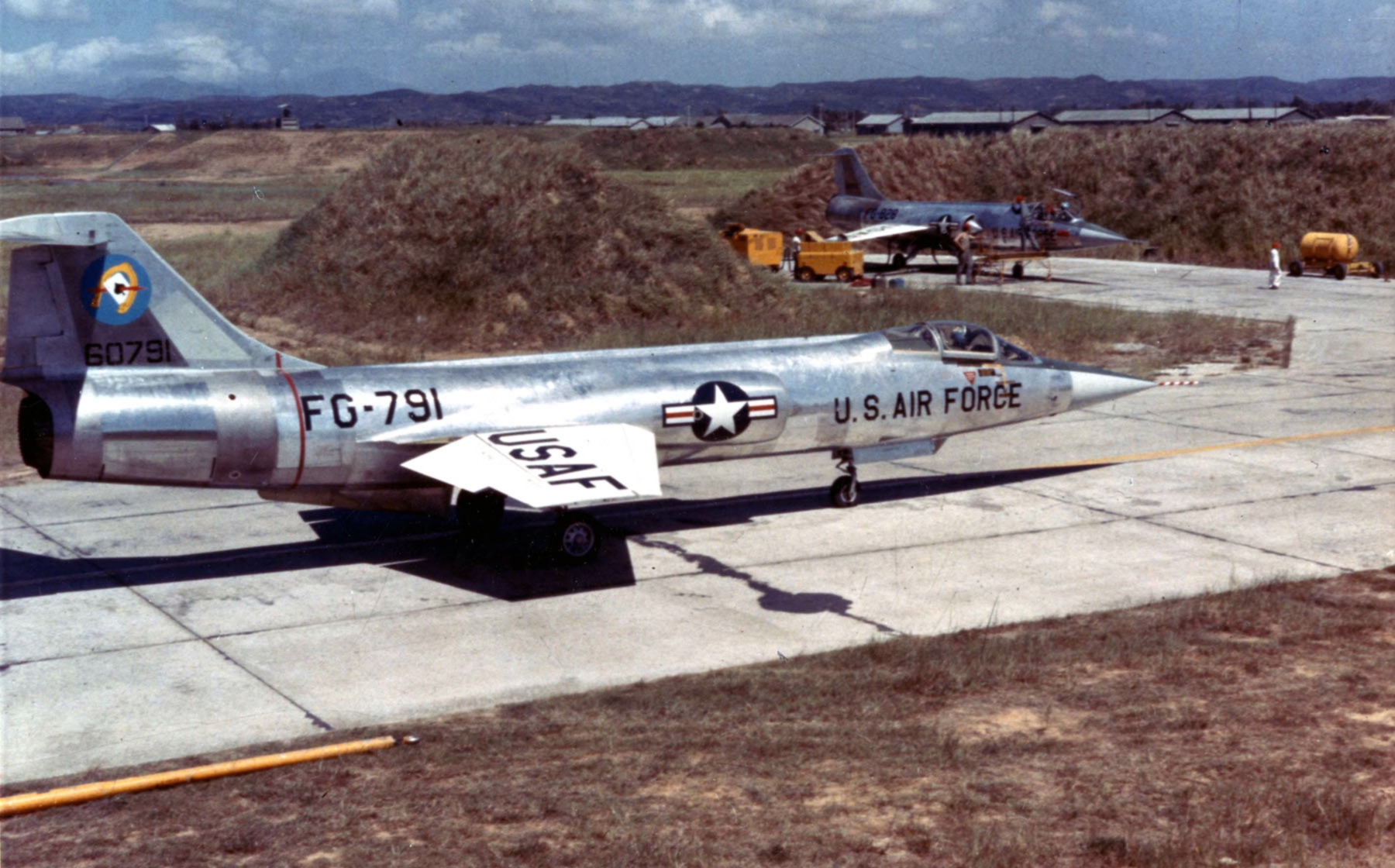
1958年9月15日，美軍83戰鬥攔截中隊（83rd Fighter Interceptor Squadron）部署在台灣空軍桃園基地的洛克希德F-104A型戰鬥機

1958年8月，也就是在美國空軍的F-104進入作戰序列後僅幾個月，在中華人民共和國開始對中華民國發動激烈的砲擊後，美國空軍第83戰鬥-攔截機中隊（83rd FIS）被部署到台灣執行防空和威懾任務。在有爭議的金門島和馬祖島，兩種力量之間的張力很高；自1954年第一次台海危機以來，砲戰一直在進行，中國人民解放軍空軍（PLAAF）將200架米格-15和米格-17轉移到東南沿岸機場，以對抗中華民國空軍（ROCAF）及美國空軍（USAF）。據美空軍部署到台灣的F-104飛行員之一霍華德“斯克拉皮”約翰遜上校（Col. Howard "Scrappy" Johnson）說，星式戰鬥機的存在是為了讓中國空軍“在他們的雷達屏幕上追踪他們……然後坐下來敬畏地撓撓頭”（"track them on their radar screens...and sit back and scratch their head in awe."）。
9月10日，第一架F-104抵達台灣空軍桃園基地，由C-124環球霸王II運輸機拆解運送。這是第一次使用航空運輸來長距離運送戰鬥機。該中隊抵達台灣後30小時內，克羅斯利·J·菲頓中尉（Lt. Crosley J. Fitton）駕駛第83中隊的第一架戰機升空巡邏，到9月19日，整個中隊已進入24小時晝夜警戒狀態。F-104多次以高達2馬赫的速度在台灣和中國大陸之間進行了超音速飛行，作為空中優勢展示，儘管在10月6日達成停火後至撤出前沒有與敵人直接交戰，但星式戰鬥機起到了顯著的震懾作用，局勢和緩後，第83中隊於12月底返回加州漢密爾頓空軍基地。美國太平洋空軍（PACAF）總司令勞倫斯·庫特（Laurence Cuter） （页面存档备份，存于）上將報告說，F-104A “給海峽兩岸都留下了深刻印象” 。

#### 对中国大陆的抵近侦察及空战

1969年一架執行拖靶任務自台中縣（現台中市）空軍清泉崗基地起飛的中華民國空軍F-104星式戰鬥機，左翼掛載為靶機

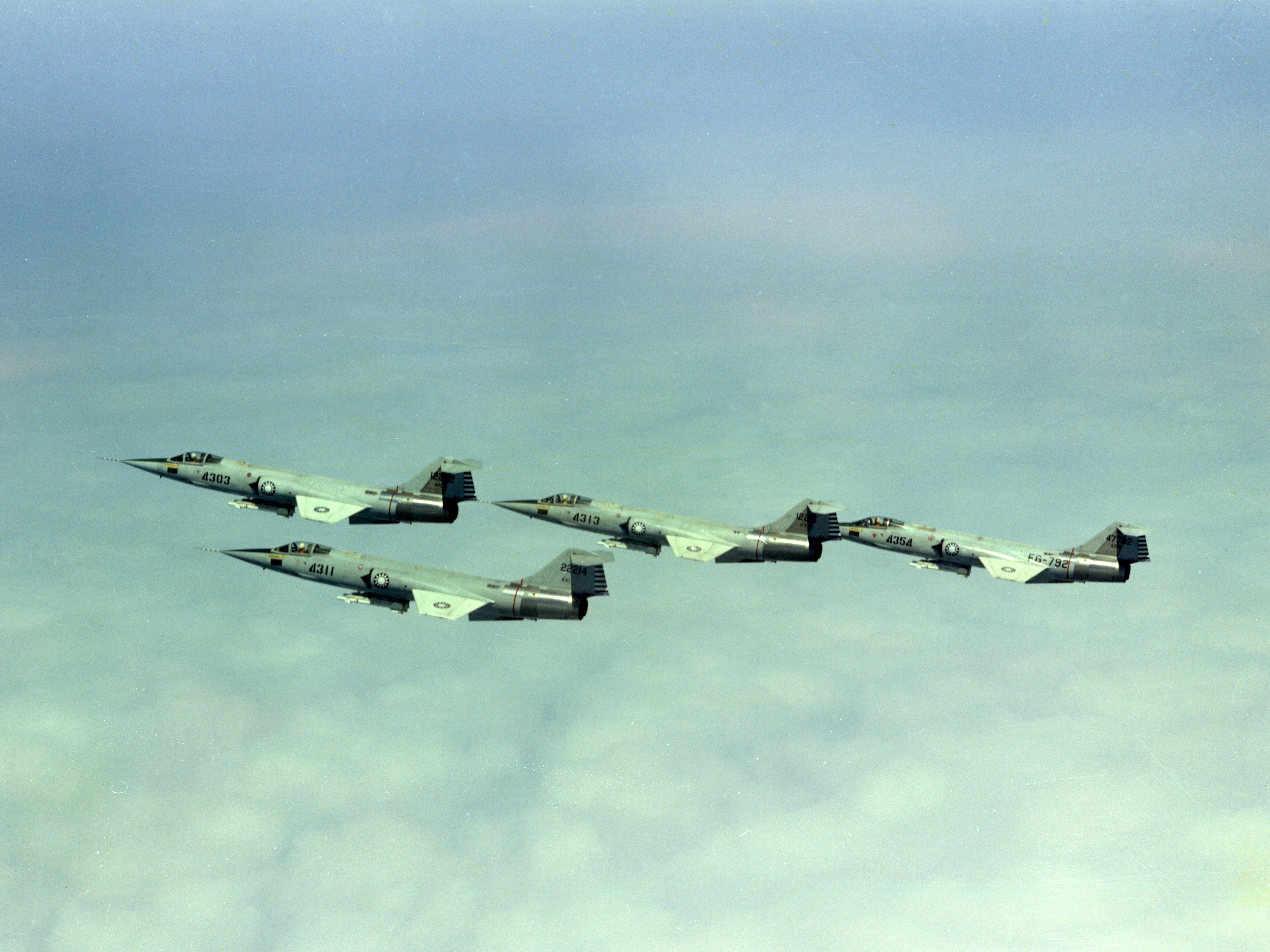
1969年，四架隸屬第427戰術戰鬥機聯隊的F-104G星式戰鬥機在清泉崗基地附近編隊飛行，每架戰機均掛載2枚AIM-9響尾蛇飛彈

1950年代起，蒋介石为推行其光复大陆计划，频繁出动空军飞至大陆进行侦察和轰炸，至1958年后轰炸行动渐止，不过仍时常派出高空偵察機：RB-57坎培拉偵察機及U-2偵察機或高速：RF-104星式或RF-101巫毒式侦察机深入大陆，相对而言解放軍空軍从未飞至台湾上空，而是在大陆上空和台灣海峽截击来犯台机。在没有人造衛星，必须掌握解放军动态的背景下，中華民國國軍极度依赖空军飞进大陆的高空侦照。1985年4月起，因政治因素停止进入中国大陆的日常侦照，仅「在必要时」实施。1990年7月20日，对主目标浙江台州路桥机场、副目标温州机场进行的侦照，双方空军险些发生空战。亦是对路桥机场、温州机场最后一次侦照。1995年3月，RF-104G型机最后一次进入大陆实施侦照。1990年代起，因卫星科技进步，取代高空侦照:154—155。
中華民國空軍F-104战机参加的唯一空战是1967年的一一三空战:150。1967年1月13日13时，中華民國空軍1架RF-104G執行偵照廈門港內中國人民解放軍海軍潛艇活動任務，遭遇中國人民解放軍空軍12架MiG-19追擊。空軍派遣台海上空4架F-104G前往支援，於金門東北30浬上空發生空戰，二號機胡世霖上尉發射AIM-9B響尾蛇飛彈直接擊中1架MiG-19墜海，四號機石貝波上尉也發射AIM-9B響尾蛇飛彈擊落1架MiG-19墜海，創下F-104型機首次擊落米格機的世界紀錄。
- 中華民國空軍先是声称在福建上空4架F-104遭遇2架MiG-19，胡世霖少校和石貝波上尉各使用AIM-9B響尾蛇飛彈各擊落1架MiG-19，F-104G未有损失；实际楊敬宗及其駕駛的F-104G并未返航，后楊敬宗少校的遗孀不满中華民國空軍试图掩盖楊敬宗少校的下落，对外谎称F-104全数返回，最终中華民國空軍改称F-104在返航至海峡上空时，少校分隊長楊敬宗通过无线电发出“唉呀”一声惊呼后下落不明，駕駛的F-104G被定为失蹤[12]。
- 據中国人民解放军空军資料声称，指出解放军空軍24師4架MiG-19遭遇4架F-104G，原飛行員胡壽根表示擊落楊敬宗駕駛的F-104G。根據胡壽根的描述，當時是向臺灣方向追擊RF-104偵察機時，于海峡上空经地面指挥调头，转而攻击後方的F-104G一個四機編隊，4架MiG-19中只有胡壽根获得射击机会发射30mm机炮弹48枚，進而擊落該編隊中的一架F-104G，MiG-19未有损失。[13]。
- 據中华民国空军前参谋总长赖名汤于1967年1月13日当天的日记中记载，“今天當我們的空照飛機至金門當面照相時，我掩護的F104飛機四架，和共匪MIG19遭遇，結果我可能擊落敵機一架，可惜我們也損失一架，造成一比一的戰果。然而為了民心士氣，我們不能承認自己損失一架，我想共匪又要大事宣傳一番了。晚上陳嘉尚（前空軍總司令）請彭老總（孟緝），他對於今天的戰果很清楚。”......次日即1月14日又载，“看見徐煥昇（當時的空軍總司令），不知如何說起，似乎不好說是恭喜，但是各界都在慶祝空軍勝利，實際上並不完全如此，可見人民往往為人所愚，然而為了民心士氣，又不能不如此，我見徐公真是「啼笑皆非」。”[來源請求]

### 柏林危機

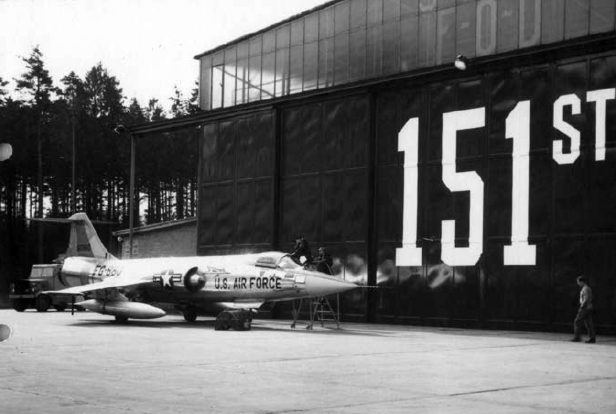
一架美國空軍第151戰鬥-攔截機中隊的F-104A星式戰鬥機部署在西德拉姆施泰因空軍基地（Ramstein Air Base），1961年

在1961年柏林危機期間，約翰·甘迺迪總統招集148,000名美國國民警衛隊和後備人員於8月30日現役，以響應蘇聯切斷盟軍進入柏林的行動。21,067人來自國民警衛隊，組成18個戰鬥機中隊、4個偵察機中隊、6個運輸中隊和一個戰術控制大隊。1961年11月1日，美國空軍動員了另外三個來自國民警衛隊的戰鬥機攔截中隊。10月底-11月初，八支戰術戰鬥機部隊在階梯行動中帶著216架飛機飛往歐洲。由於航程較短，11月底有60架 F-104A 空運到歐洲，其中包括第151戰鬥-攔截機中隊和第157戰鬥-攔截機中隊，與三年前的台灣海峽危機一樣，星式戰鬥機並沒有直接與任何敵方戰鬥機交戰，但它的存在提供了強大的空中優勢威懾力；它在練習攔截期間表現出非常快的反應時間和堪稱典範的加速度，並被證明優於戰區中的所有其他戰鬥機。危機在1962年夏天結束，國民警衛隊人員返回美國，但F-104的出色性能幫助說服美國航天宇宙防禦司令部於次年召回一些F-104回到美國空軍服役。

### 越戰
美國空軍只有F-104C/D曾經投入越戰，越戰期間並未與米格機發生任何空戰，不過仍有8架在戰鬥中損失，另有6架因意外失事損毀。
1965年4月美國空軍派遣了一個中隊25架F-104C前往東南亞。往後8個月的駐防期間，來自加州喬治基地的479戰術戰鬥機聯隊下轄的三個中隊輪調到南越的峴港。
F-104C最初是擔任B-52轟炸北越時的米格機戰鬥空中巡邏任務（MiGCAP），不過沒有戰果，後來改為在樹梢高度飛行的空中密接支援攻擊任務。這段期間479聯隊的三個中隊共出動2269架次，累積8820飛行時數，並曾創下一個月內每架戰機70小時的出勤率。
在對地支援任務期間，美軍共有三架F-104C被北越地面防空炮火擊落。另外有兩架因夜間在空中相撞而墜毀。
1965年9月20日夜間，由史密斯上尉（Philip W. Smith）所駕駛的一架F-104C在東京灣執行米格機戰鬥空中巡邏時，因為導航系統故障而偏離航向，最後迷航至海南島上空被解放军海航的殲六擊落，此为F-104於全世界首架在空战中被击落的紀錄。
1965年12月479聯隊即調回美國本土。1966年3月，其中一個中隊又重返南越，並隸屬美國第七航空軍之下。美軍F-104C共執行3506架次的對地任務，累積1706個飛行時數。
越戰為美國空軍的F-104唯一參與的戰爭。

### 印巴戰爭
1971年印度與巴基斯坦發生戰爭衝突，於1971年12月，印度的MiG-21曾與巴基斯坦的F-104交戰，印軍米格21成功擊落四架巴軍F-104，造成西歐與遠東的F-104使用國極大震撼；自此之後，東德、中華人民共和國、伊拉克、朝鮮、埃及、敘利亞也配備了米格21，更使得西德、中華民國、日本、韓國、伊朗等配有美國戰機的國家對MiG-21感到芒刺在背。

### 南斯拉夫戰爭
義大利的F-104S在北約攻擊南斯拉夫時亦有參戰，形成了第二代戰鬥機F-104、第三代戰鬥轟炸機F-4、第四代戰鬥機F-14、F-15、F-16等跨世代戰機同時參戰的罕見戰役。

## 衍生型號

### F-104A/NF-104A/QF-104A
1956年3月2日，美國空軍向洛克希德首次訂下了15架F-104A的訂單。F-104的機體結構加強，以使得飛機最大可用超載達到7.33G。原來在YF-104A上屬於試驗性質的單腹鰭成為標準設計，用於改善飛機高速航向穩定性。原來屬於過渡性質的AN/ASG-14T-1火控系統仍然保留，但後來第10批次改進為AN/ASG-14T-2火控系統。由於附面層控制系統效果顯著，使得F-104A儘管重量增大不少，而著陸速度只比早期原型機增大5％。機上還裝有自動俯仰控制系統：當飛機接近失速時，系統會令操縱杆產生振動，警告飛行員；如果飛行員無視警告，繼續保持原來的飛行狀態，該系統會自動推杆，迫使飛機低頭以免失速。

美國空軍一架F-104A試射AIM-9響尾蛇飛彈擊落一架QF-80靶機

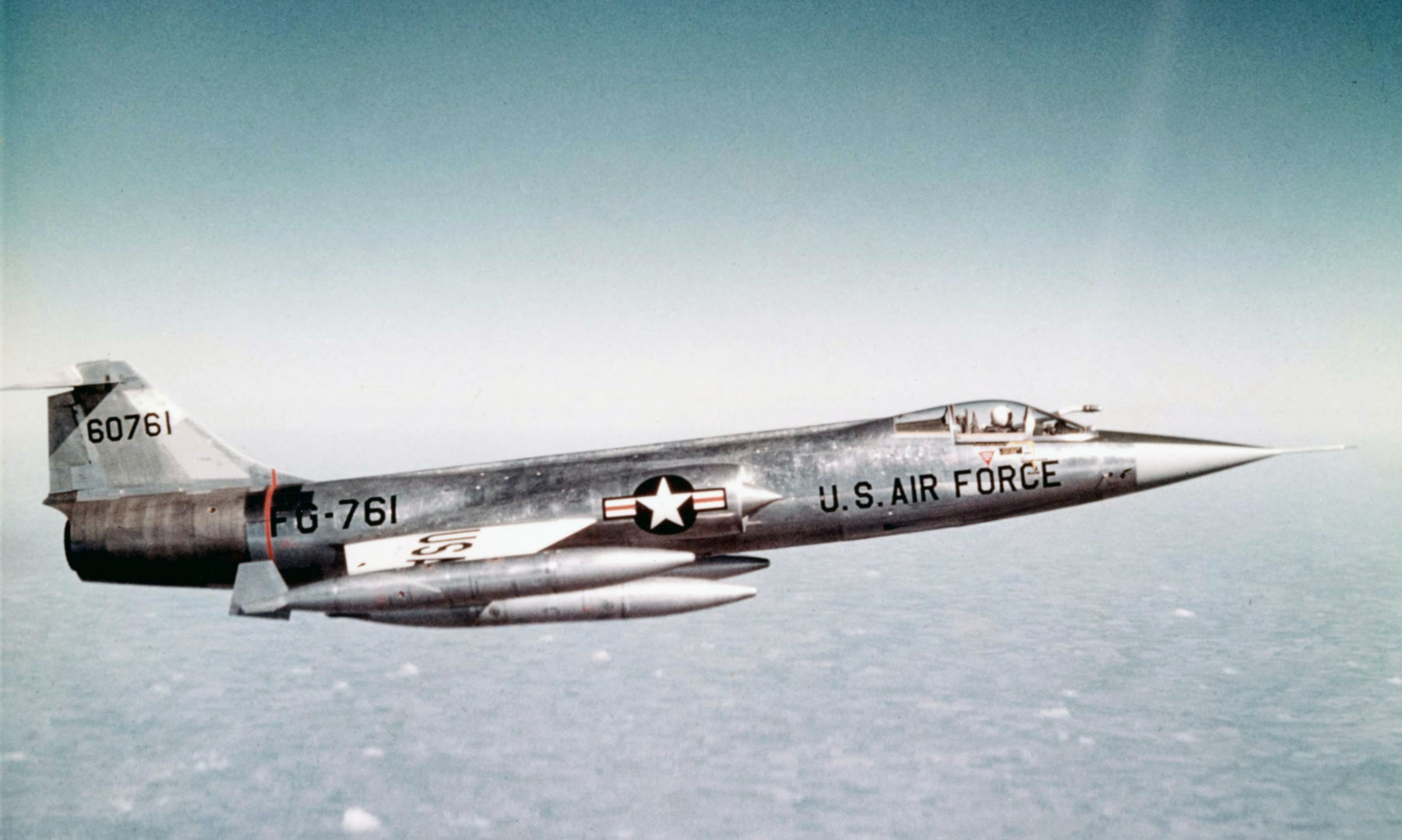
F-104A-10-LO

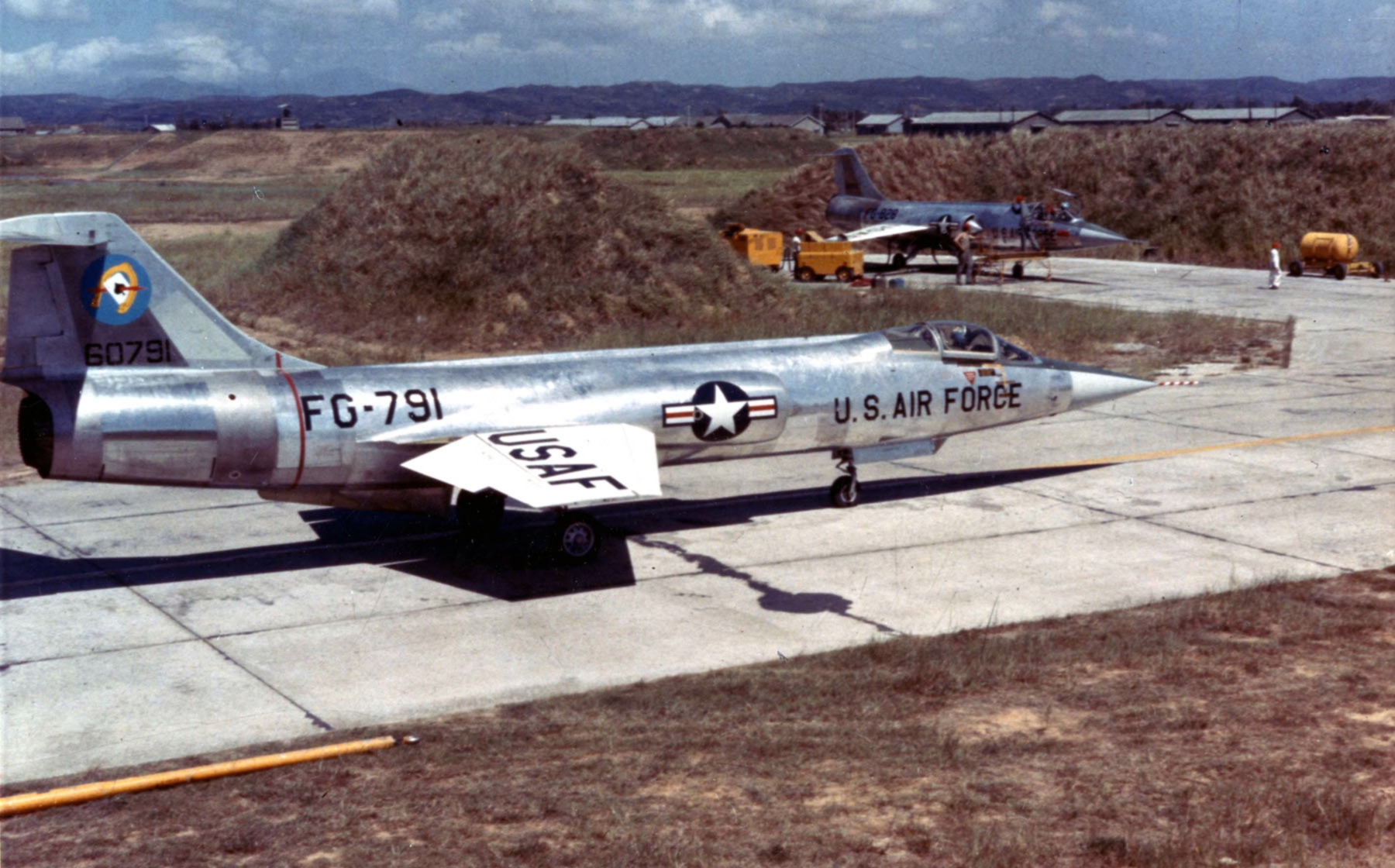
1958年9月15日，美軍83戰鬥攔截中隊（83rd Fighter Interceptor Squadron）部署在台灣空軍桃園基地的洛克希德F-104A型戰鬥機

美國加利福尼亞州哈密爾頓空軍基地的第83攔截機中隊是第一個裝備F-104A的部隊，該部於1958年1月26日開始換裝F-104A，並於2月20日形成初始作戰能力。美國防空司令部所屬的第56中隊、第337中隊、第538中隊也相繼裝備。
1958年12月，最後一架F-104A交付美國防空司令部，總數7批共153架F-104A全部交付完畢，加上17架最後升級到F-104A標準的YF-104A，也才170架，遠少於當初計畫生產的722架。F-104A未能滿足防空司令部的要求，F-104A原本就是設計作為晝間攔截機，由此提出的各項指標、技術要求和截擊機並不完全一致，但短航程限制了該機在的阿拉斯加部署的能力。5個裝備F-104A的中隊均未部署到阿拉斯加，而那裏恰恰是北美空防的第一線。此外，原來的晝間作戰用途使得F-104A所搭載的航電設備不具備全天候作戰能力，也無法與北美防空體系的半自動地面引導攔截系統（SAGE）相容。因此，F-104A在防空司令部所能發揮的作用極其有限，到1960年底就退役了，其任務被道格拉斯的F-101B巫毒和康維爾F-106A三角標槍全天候攔截機所取代。
1960年，隨著F-104A從防空司令部退役，24架YF-104A和F-104A被改裝成無線電遙控靶機，型號改為QF-104A。該機全部噴上紅色條紋，交付佛羅里達州埃格林空軍基地的3205靶機中隊使用。和大部分改造的靶機一樣，QF-104A仍保留了載人飛行能力，但也可以由地面遙控飛行。後來這批飛機大部分在導彈試驗中被擊毀。
1963年，3架美國空軍退役封存的F-104A（56-756，56-760，56-762）被重新啟封，改裝為美國國家航空暨太空總署訓練太空人使用的教練機，其型號改為NF-104A。NF-104A拆除原有的武器裝置，垂直尾翼換用G型機所使用的放大版垂直尾翼規格。主翼翼展增大到7.60米。在機頭、機尾及翼尖加裝了過氧化氫燃料箱，為裝置在垂直尾翼翼根的LR121/AR-2-NA-1輔助火箭發動機（推力達2,722公斤）提供燃料。這種火箭發動機推力可以在1,361～2,722公斤之間調節，燃燒時間達105秒。1963年10月1日，第一架NF-104A交付使用。另兩架也在一個月內交付。它們的使用者是位於愛德華空軍基地的美國空軍航太研究飛行員學校，該校負責人正是首次突破音障的查克·葉格上校。1963年12月6日，第一架NF-104A創造了一項非官方世界飛行高度紀錄——36,229米。當時這一紀錄的官方數字是34,695米，由米格-21戰鬥機原型機之一E-66創造的。後來，R·W·史密斯駕駛這架NF-104A飛到了36,820米的高度。同年12月10日，NF-104A 2號機由葉格上校駕駛時，在31,699米高度失控，飛機進入平尾旋無法改出而墜毀。葉格在3,000米高空安全跳傘，但臉部卻被彈射座椅的火箭發動機火焰嚴重燒傷。調查結果顯示，飛機由於攻角過大，水平尾翼又難以給予響應——T形尾翼佈局和菱形翼型組合的缺點在此暴露無疑——導致飛機進入平尾旋而墜毀。但過大的攻角並不是葉格操作失誤所造成，當時他正關閉J79發動機，準備用火箭發動機驅動進行大角度爬升。但J79關車後產生嚴重的陀螺效應，導致飛機攻角急速增大，水平尾翼又無法抑制，最終進入尾旋。1971年6月，第3架NF-104A由霍華德·C·湯普森上尉駕駛時，由於尾部火箭發動機爆炸，導致飛機嚴重受損。迫降成功後發現，火箭發動機和半面尾翼方向舵遭到炸飛了。由於訓練計劃即將結束，NF-104A 3號機已無修復價值，該機就此除役。

### F-104B

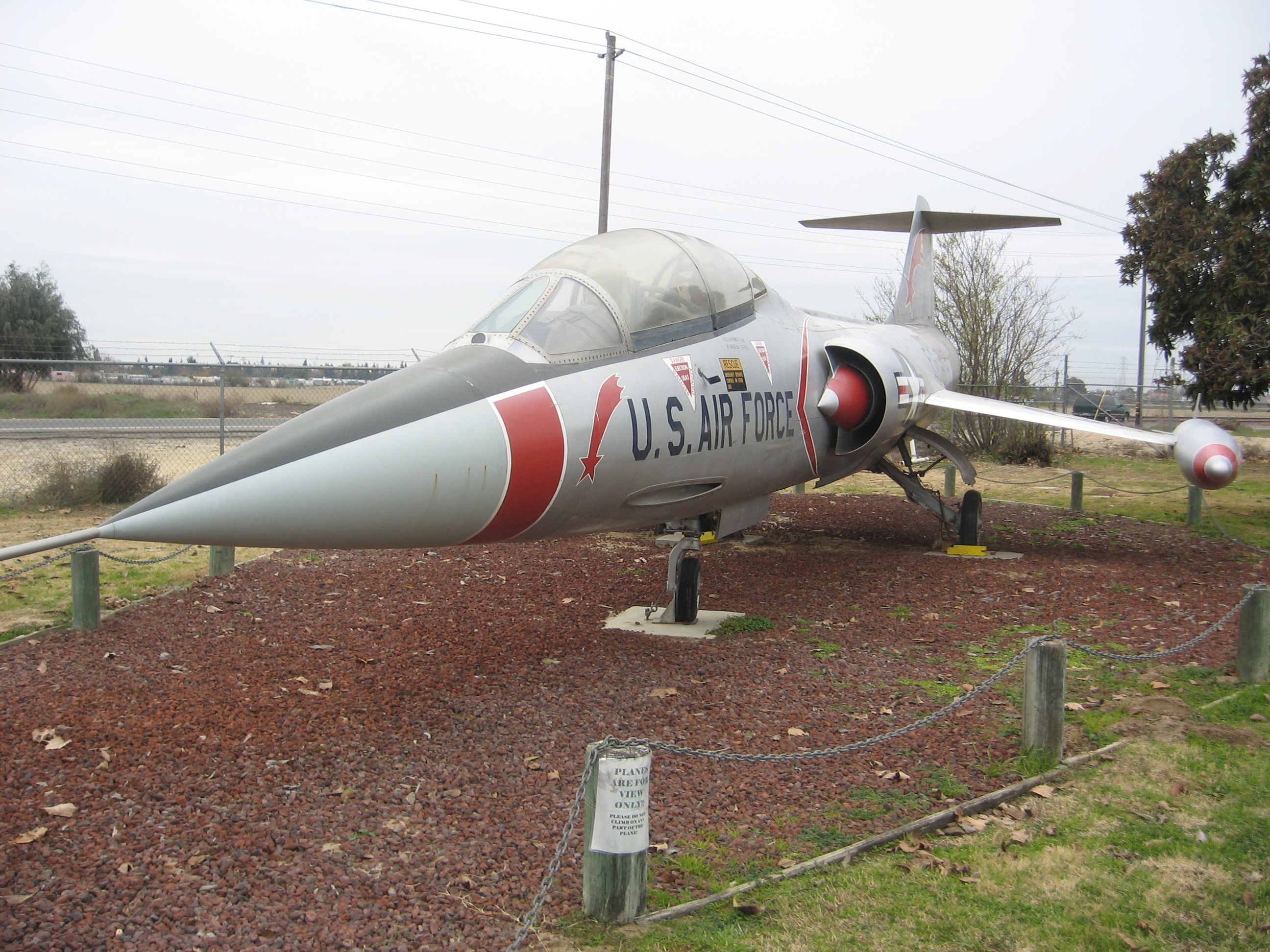
一部F-104B在美國加州展覽

F-104B是專門用於F-104A改裝訓練的雙座教練型，洛克希德設計代號為283-93-03。B型的座艙加長，以容納第二個座位，其座艙蓋改為向左側開啟，且增加一套操縱系統，兩套操縱系統都具有全部控制能力。同時，為了給第二個座位提供空間，原來的M61A1航炮被取消，內部佈置重新調整，部分航電設備有所移動。機內的內部載油量由3,395升減少到2,763升，而機載武器只有兩枚AIM-9B響尾蛇導彈，不過保留了早期A型的AN/ASG-14T-1火控系統。該機垂尾面積加大，以保證足夠的航向穩定性，且前起落架再次改為向後收起。

### F-104C

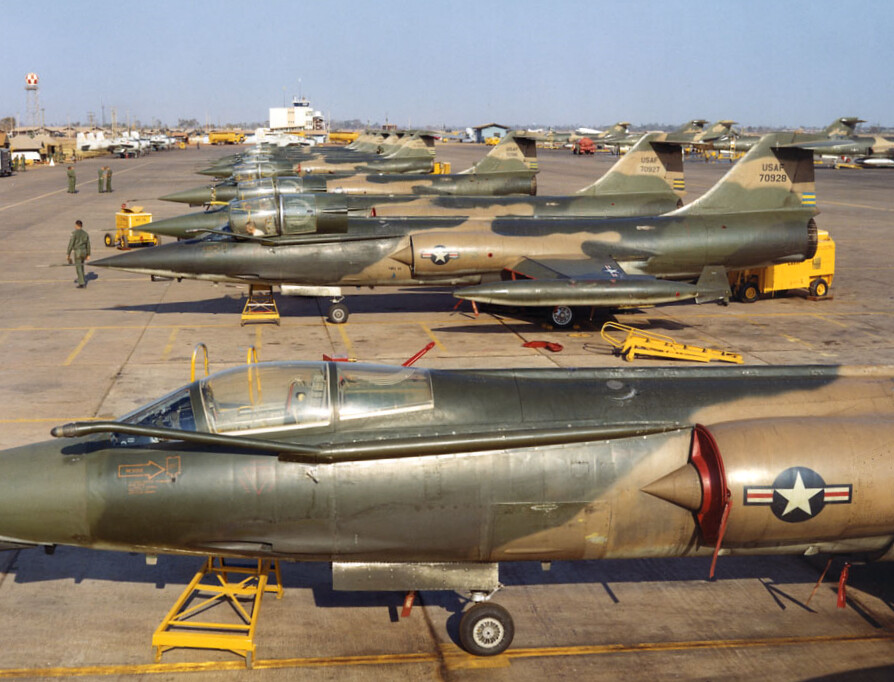
加裝空中加油管的F-104C，1965年於南越峴港空軍基地。

F-104C是A型的戰術攻擊型，洛克希德設計代號為483-04-05。該機是針對F-104A航程短、載彈量小的缺點改進設計的，且為滿足戰術空軍司令部的要求。戰術空軍司令部認為需要一種超音速戰術攻擊機來填補亞音速的F-100超級軍刀和兩倍音速的F-105雷神之間的空白，而F-104C恰好可以滿足需要美國空軍在越戰也用F-104C去炸射尤其使用火神砲掃射，發動機也從A型的J79-GE-3更新為J79-GE-7。
1956年3月2日，美國空軍向洛克希德下達了一份56架的訂單。當年12月26日，美國空軍又追加訂購21架F-104C，令訂購數量增加到77架。美國空軍曾在越戰中短時間使用過F-104C型戰機，但因未達到預期的護航效果，不久就退出越南戰場。並曾經因迷航而於1965年9月20日，在中國大陸海南省鄰近海域上空，被中共殲六戰機擊墜一架F-104C（56-883號機）。

### F-104D
F-104D是C型的雙座教練型，洛克希德設計代號為383-04-06，但實際上是由B型改進而來。該機共生產了21架，有3個批次。和B型相比，該機在外觀上最大的區別是D型的座艙蓋在前後艙之間增加了隔框。從57-1320號機開始，F-104D均加裝了和C型機同樣的固定式受油管。
1958年11月至1959年8月，所有21架F-104D全部交付第479聯隊。

### F-104F
F-104F是專門為西德空軍生產的雙座教練機，洛克希德設計代號為483-04-08，用於在洛克希德F-104G戰鬥機服役之前培訓飛行員。該機由F-104D改進而來，換裝用於F-104G的J79-GE-11A引擎，換裝馬丁·貝克彈射座椅，但機身結構未經加強，也未裝備全天候雷達。
F-104F共生產了30架，大部分裝備西德空軍，還有少量裝備西德海軍航空部隊。1971年12月，該機被F-104G真正的雙座教練型TF-104G取代。

### F-104G

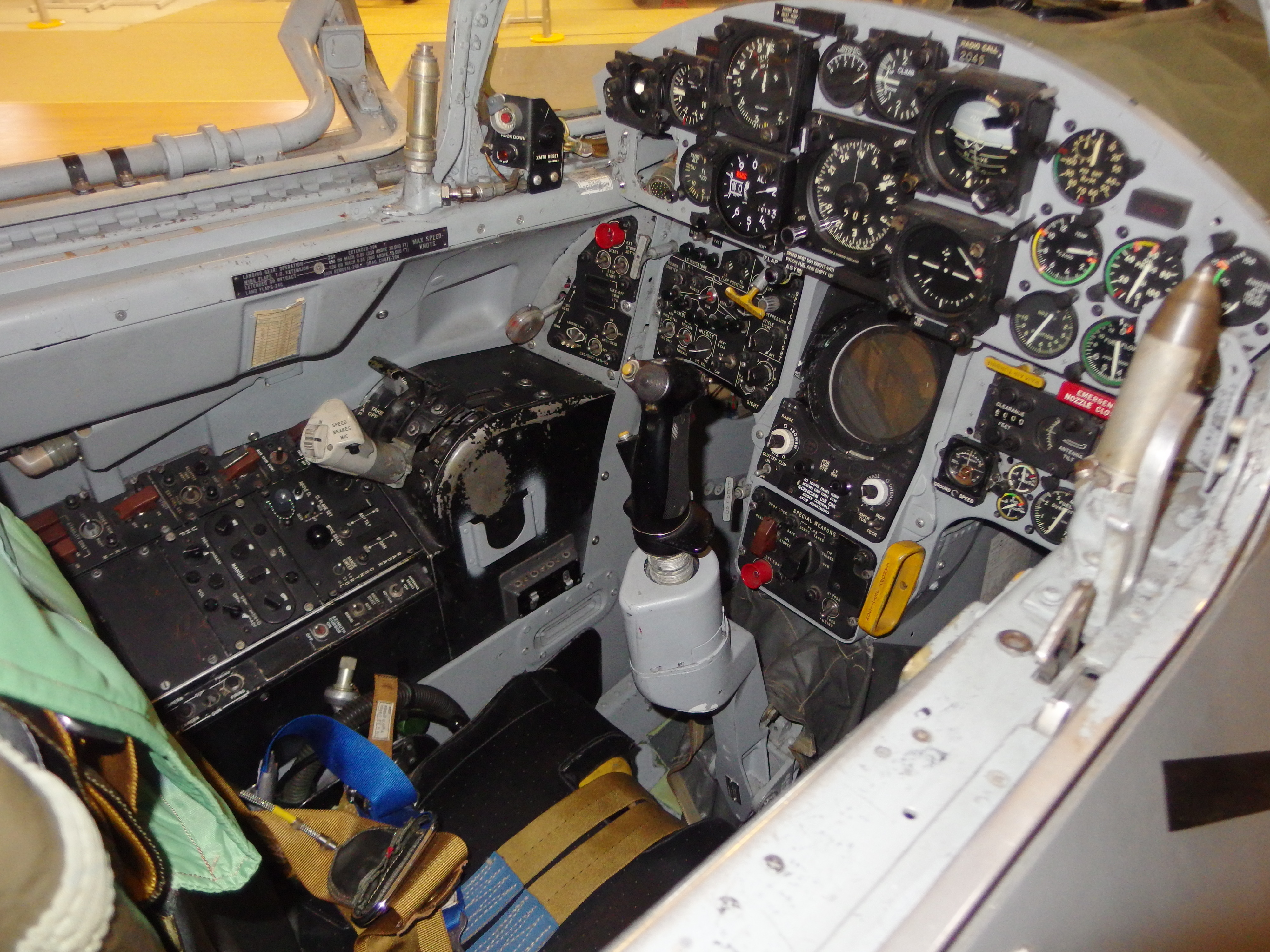
F-104G 駕駛艙

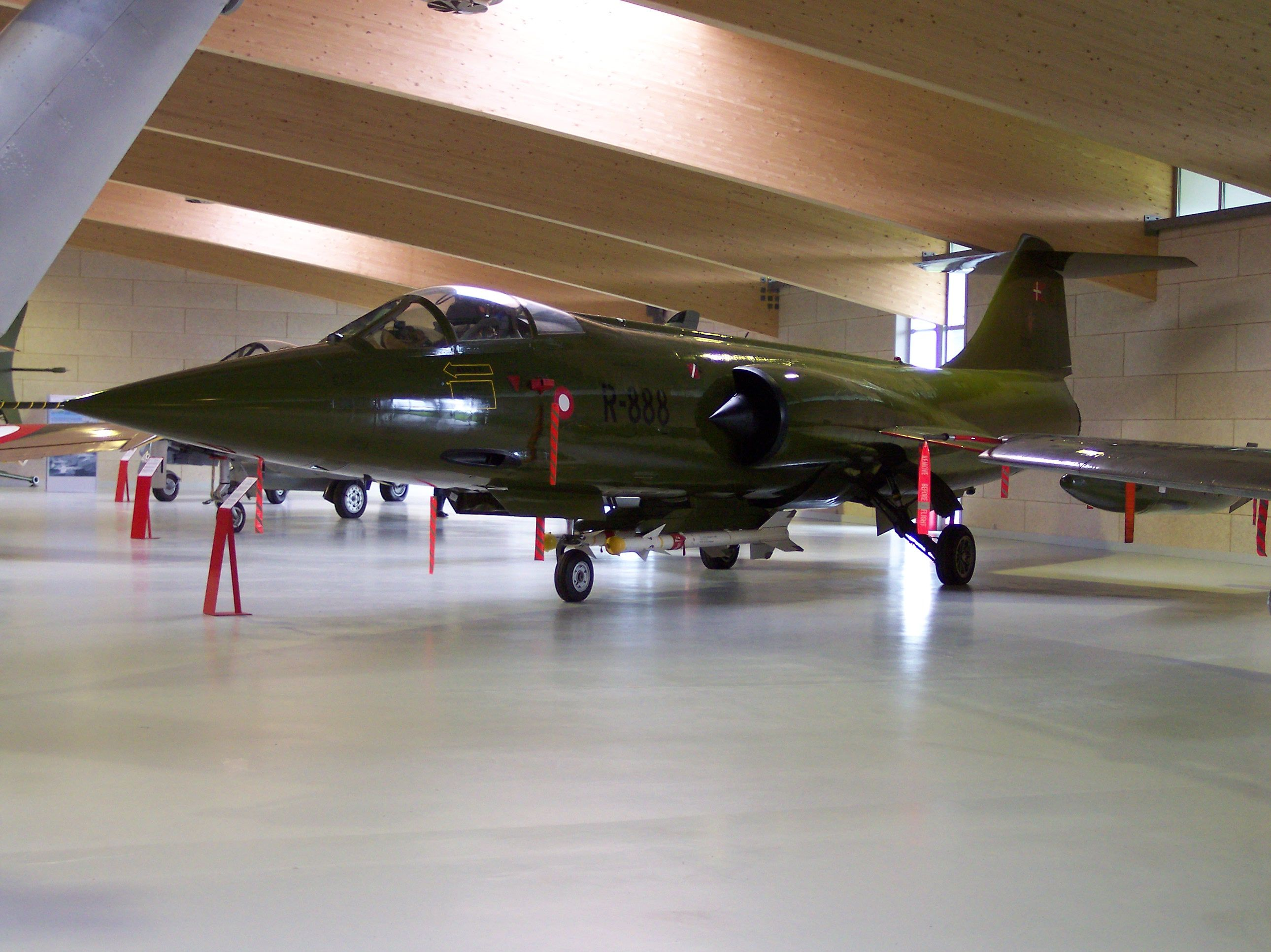
F-104G

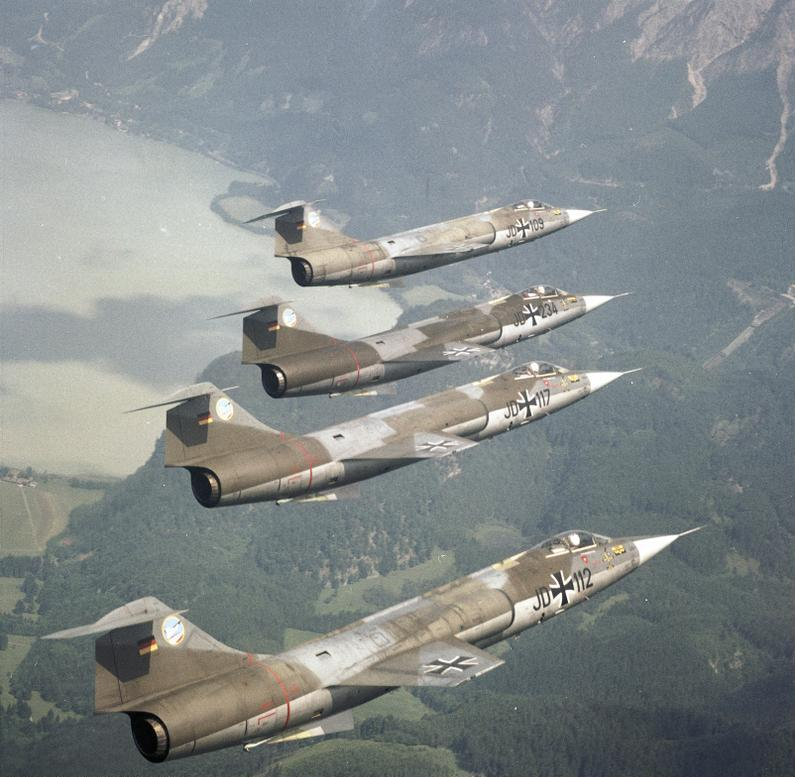
攝於1965年6月，隸屬當時西德空軍第74戰鬥機聯隊（JG 74）的F-104G編隊飛行。

1956年，洛克希德開始研製一種新的星式戰鬥機，洛克希德設計代號為683-10-19，非正式代號F-104-7，當時被稱作「超級星座」（Super Starfighter），是一種主要用於攻擊和偵察的機型。在當時，恰好此時大多數西歐國家裝備的第一代噴氣式戰鬥機開始逐漸過時。他們需要一種現代化的標準戰鬥轟炸機，作為空軍下一代主力機型。西德空軍則是其中最大的客戶。他們的F-84噴射雷霆和F-86軍刀已經不足以對抗來自華約的威脅，需要多達1,000架現代化戰鬥機來替換這些飛機。因此，各大飛機製造公司都紛紛推出自己的競爭機型。洛克希德提出的方案，正是F-104-7，後來更名為F-104G，雙座教練機種則被稱為TF-104G。
F-104G的設計初衷是作為一種高性能的全天候多用途戰鬥轟炸機，這和當初F-104A的晝間點防禦戰鬥機已經完全不同了。該機換裝了推力更大的J79-GE-11A引擎，加強了機體結構，且加裝及換裝了大量先進的電子設備，包括自動駕駛儀、武器投射電腦、紅外線搜索器、新型無線電系統和敵我識別系統，以及F15A-41B多功能火控雷達，使得該機具備了超低空高速飛行能力、精確導航和武器投射能力以及全天候作戰能力。彈射座椅比利時及中華民國仍是用洛克希德C-2，其餘皆更換為馬丁貝克的馬丁-貝克Mk.7彈射椅。
由於訂單眾多，在美國政府授意下，由美國海外軍事援助計畫的低利或無息貸款搭配洛克希德提供設計藍圖及生產授權，多家西歐航太工業廠商參與F-104G的生產製造，藉以加速交機並建立生產維修能量。包括荷蘭福克公司、比利時SABCA（薩伯卡/比利時航空製造公司）、西德梅塞施密特（1968年與他廠合併成為梅塞施密特-伯爾科-布洛姆公司（簡稱MBB）、義大利飛雅特航空工業 (1969年與他廠合併成為義大利航太工業（Aeritalia），以及北美加拿大的加拿大飛機公司也都參與其中。這種共同生產經驗讓西歐各國（尤其荷、德、義三國）的航太工業能量得以迅速恢復，並成為接下來如F-16戰隼戰鬥機、龍捲風戰機或颱風戰鬥機的跨國共同研發及生產基礎。
1973年，F-104G停產，共計生產1,127架，先後裝備西德、希臘、挪威、土耳其、中華民國、比利時、荷蘭、義大利、丹麥、西班牙等國家。

### CF-104/CF-104D
加拿大授權生產的F-104G版本稱為CF-104，由加拿大飛機公司（1986年8月為龐巴迪公司收購成為其子公司龐巴迪航太），雙座教練機種則為CF-104D，日後於1986年被CF-18大黃蜂戰鬥攻擊機所取代。
CF-104最初因為是作為偵察機或對地攻擊機（開戰時攜帶美國提供的核彈轟炸華約部隊）使用，是故沒有裝備M61火神砲，也沒有裝備具有空對空射控功能的NASARR R-24A雷達。但在1972年駐歐加拿大星式機隊縮編返防加拿大本土並解除偵察或對地攻擊任務後，加拿大空軍發現回防本土負責領空防衛警戒的CF-104，一無機砲，二無空對空飛彈射控能力，因此一旦面對敵機就只能直接以機體衝撞這種形同自殺的方式攔截。之後幾乎所有還在服役的CF-104都重新裝上機砲。
加拿大星式機隊原先駐防在法國北部，但在1964年因為法國戴高樂政府要求北約盟國的共享核子武器，如欲佈署於法國境內就都應交由法國保管和指揮運用，否則禁止佈署，因此所有駐法的加拿大星式機在1966年後全部改駐西德。1970年代後期開始，加拿大將部份編餘的CF-104和CF-104D轉移給丹麥、挪威和土耳其使用，最終於1986年全面退役。

### F-104J/DJ

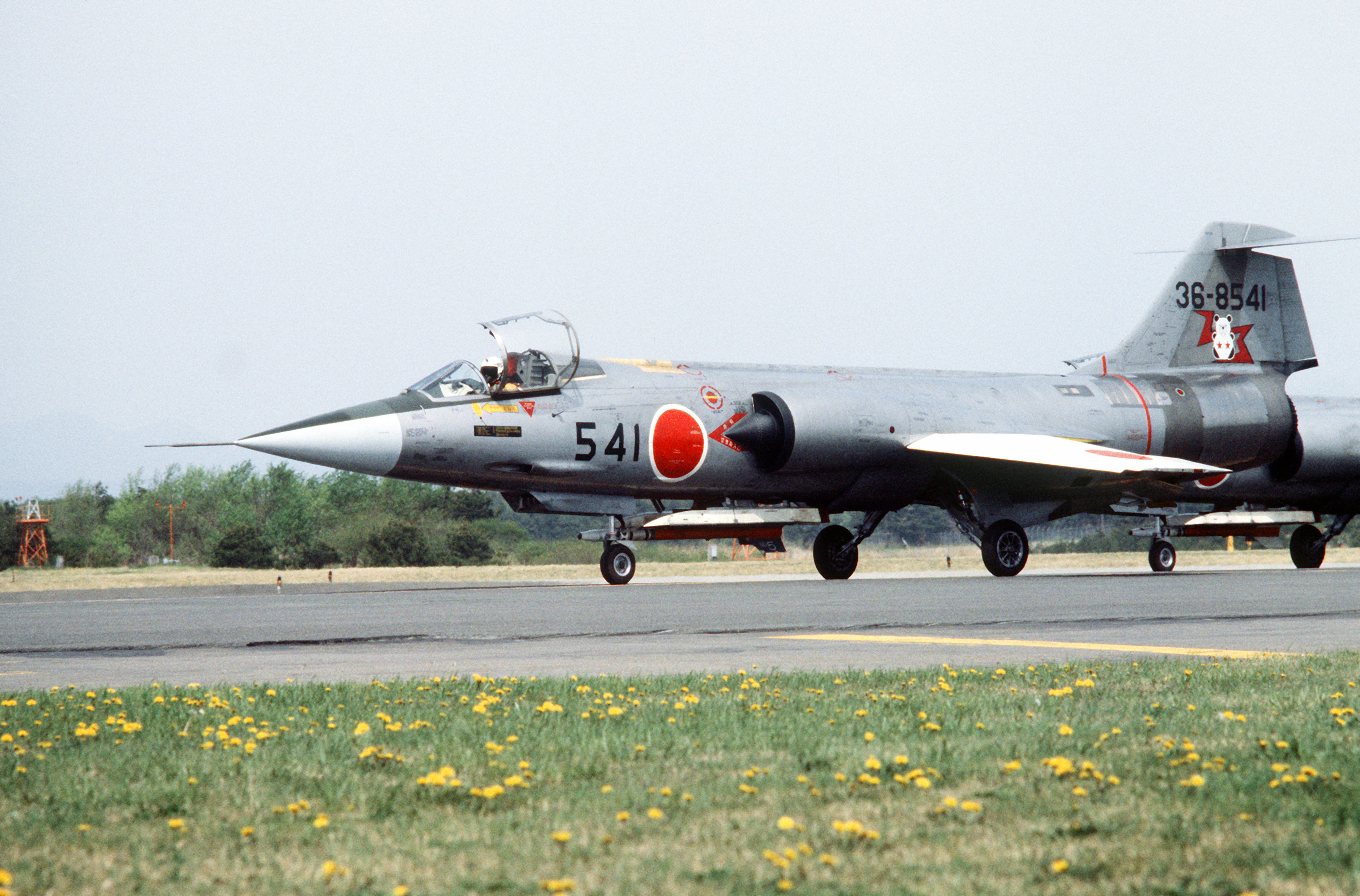
日本航空自衛隊第2航空團第203飛行隊所屬的F-104J於韓國光州機場降落，攝於1982年。

日本三菱重工1960年開始授權生產的F-104G版本共230架，由F-104G修改並取消對地攻擊能力及換裝部份日製電子設備的機種，發動機由奇異公司授權石川島播磨重工業生產的J79-IHI-11A。F-104J代號「榮光」，自衛隊內暱稱「三菱鉛筆」，雙座教練機種則被稱為F-104DJ。日本空中自衛隊的F-104J服役至1986年退役，其空中攔截之任務由F-15J/DJ所取代。除役後的飛機在90年代作為無人機和靶機的研究題材，共14架被改為UF-104JA靶機。
F-104J/DJ在日本除役後，部分機體及發動機由美國以海外軍售名義交給中華民國空軍使用，這批F-104系列是1980年代後期中華民國接收到機齡最年輕的F-104系列，但因為零件規格特殊及機務狀態不佳等問題，該批F-104J在幾次事故之後，不到10年就全數除役。

### F-104N
F-104N是洛克希德專門為美國航空暨太空總署（NASA）製造的高速伴隨護航機，由F-104G改裝，共生產了3架。NASA本來也有F-104，但都是空軍轉讓或租借的，因此這3架被專門賦予F-104N的設計代號。1963年8月～10月，3架F-104N相繼交付NASA，並分別被賦予NASA機尾號011～013。其中013號機在1966年6月8日發生飛行意外。當時013號機伴隨XB-70A女武神式轟炸機2號原型機為其首次公開作空中攝影飛行。飛行中，護航的013號機突然左滾，掠過XB-70A， 將其右垂尾的50％和幾乎整個左垂尾全部切掉。013全機起火，飛行員約瑟夫.A.沃克（NASA首席試飛員）當場喪生。XB-70A也失去控制，機長艾爾文.S.懷特跳傘重傷（一隻手被關閉的逃生艙艙門壓碎），副駕駛卡爾.S.克羅斯（Carl S. Cross）未能逃生不幸罹難。剩下兩架後來重新以民用飛機註冊，註冊號為N811NA和N812NA。

### RF-104G
RF-104G是以F-104G改造的戰術偵察機，洛克希德內部代號Model 683-04-10。該機拆除機砲，在該位置裝設航空偵照艙，為了相機觀景窗所需，RF-104G的機腹增裝整流罩，為它與G型機在外觀分辨上的最顯著特徵。RF-104G初期版本偵照艙裝設3台KS-67A相機。不過，因為與G型機規格不互通，荷蘭皇家空軍為了簡化後勤將RF-104G改回一般的G型機，偵照任務則以外掛國產的奧菲斯偵照莢艙（Orpheus pod）解決。RF-104G總生產189架，其中40架為洛克希德生產、119架為福克公司生產、30架為義大利飛雅特生產。
RF-104G服務的國家中，中華民國空軍是進行最大幅度改良的用戶。8架自西德空軍退役購入的RF-104G挑選了機況較好的4架進行改造，將原先的SK-67更換為李頓工業公司製造的PC-201長距斜角掃描式相機，此改良稱為「始安計畫」。RF-104遂行的高速穿透攝影能力成為中華民國空軍重要的偵照主力，即便是在中共在東南沿海強化地對空飛彈佈署，RF-104也可以藉由始安相機在中國大陸領海外進行沿海偵照。RF-104除役後目前中華民國空軍以RF-5E與RF-16接替任務。

### F-104S

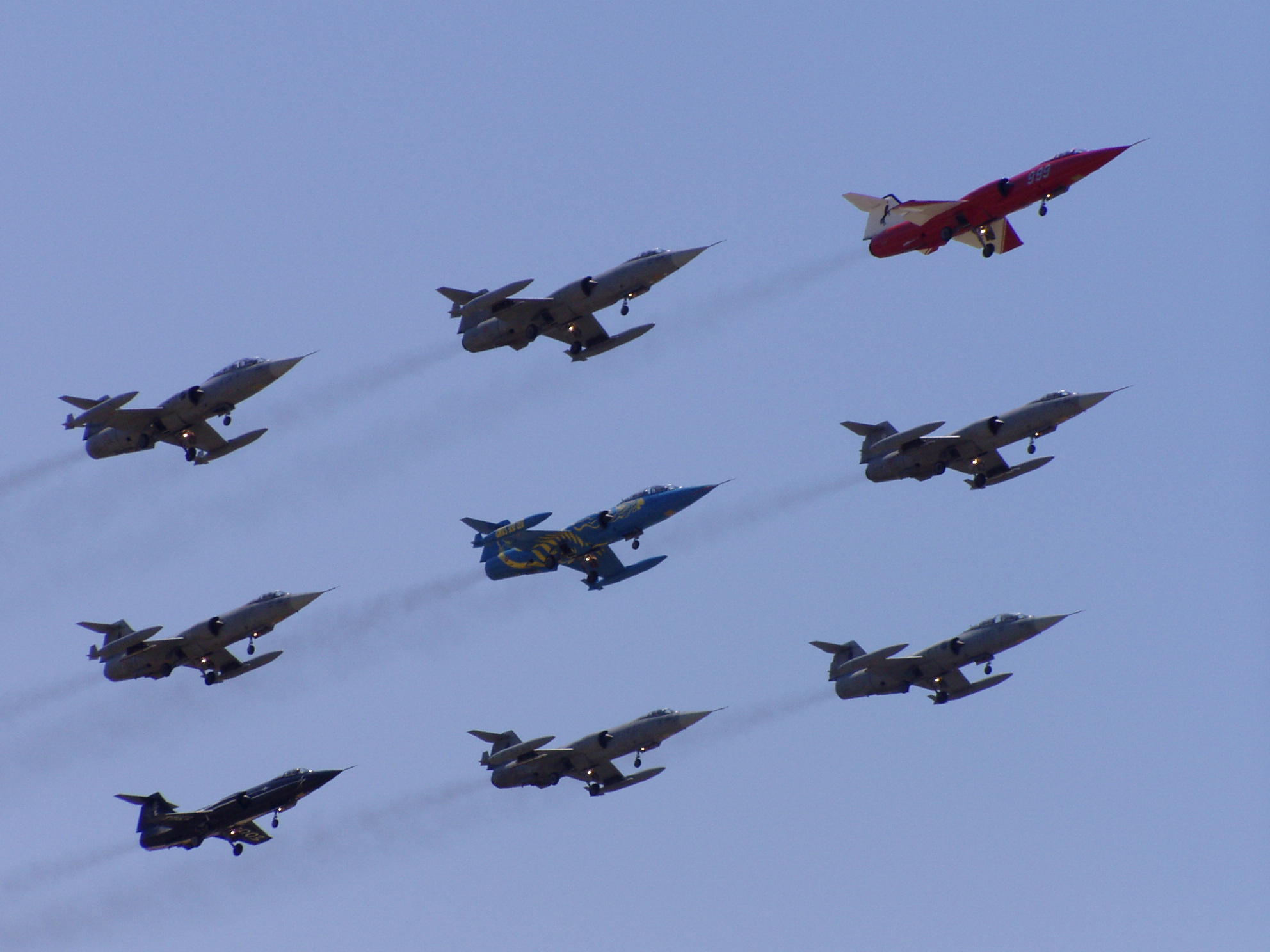
義大利空軍F-104編隊

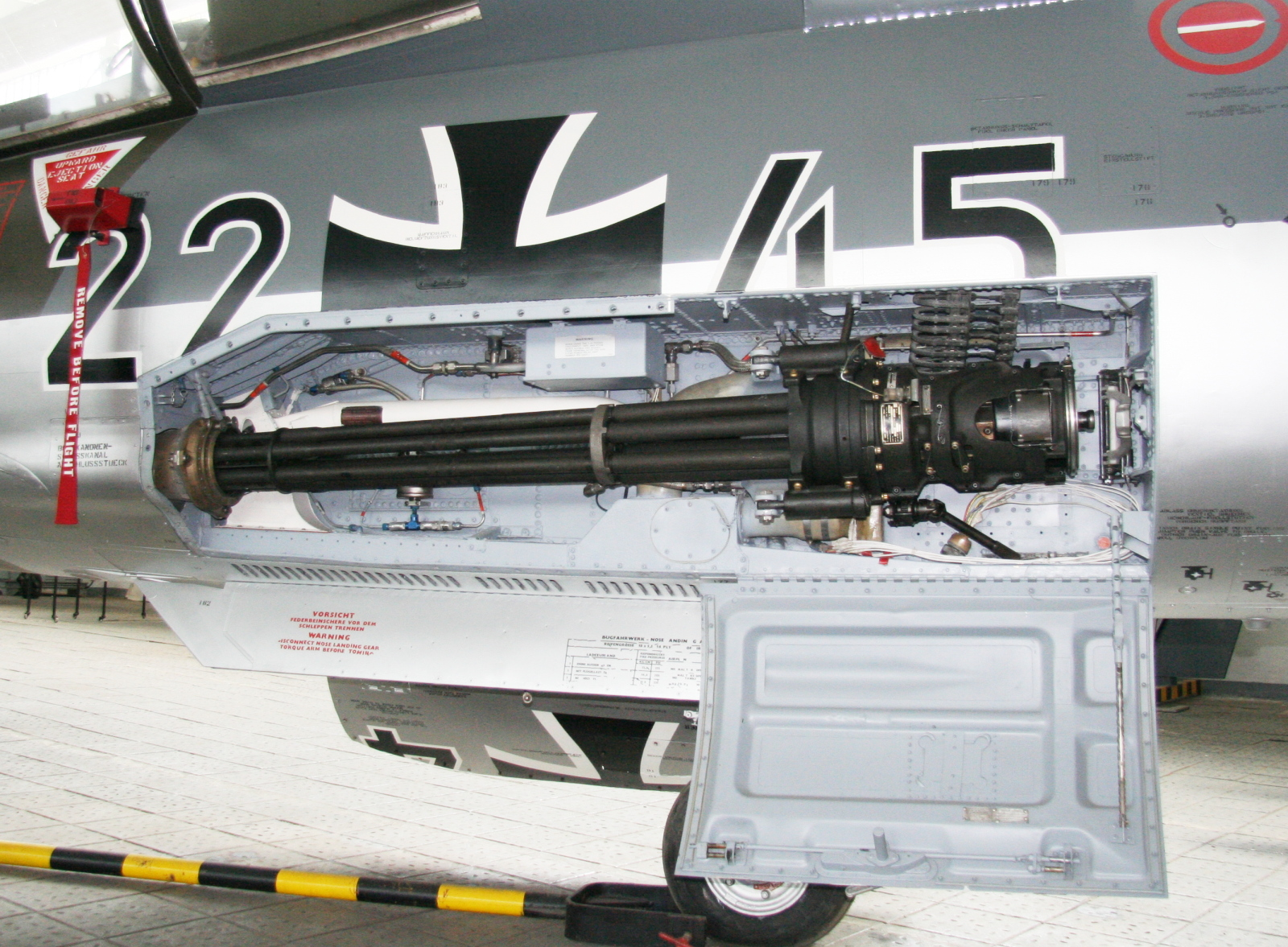
西德空軍於機上加裝的機炮

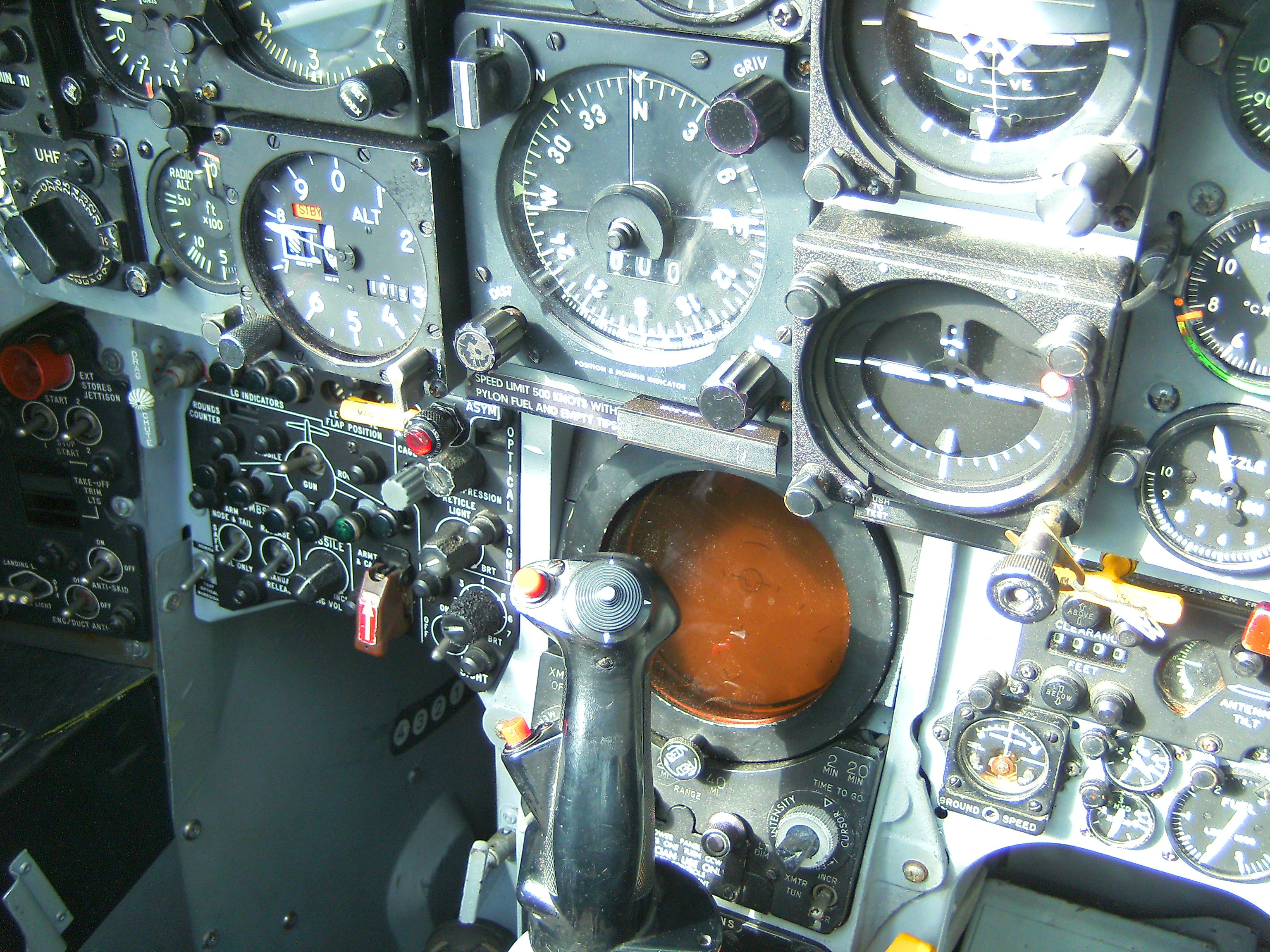
駕駛艙

1969年首批F-104S出廠，並于當年6月交付義大利空軍。義大利空軍先後訂購2批共205架F-104S，全部由飛雅特航空工業 (1969年與他廠合併成為義大利航太工業（Aeritalia）製造，裝備第、10、12、21、22、23等6個飛行聯隊。土耳其空軍也於1974年10月訂購40架F-104S。1979年3月，全部245架F-104S生產完畢，這是最後一批生產的F-104。
F-104S是整個系列當中唯一能夠發射AIM-7半主動雷達導引空對空飛彈，進行超視距作戰的機型。主要使用國家是義大利。目前已經全部退役。

### F-104S-ASA
1984年12月，一项针对F-104S武器系统项目正式展开，並名為F-104S-ASA，目的是延长F-104S的服役寿命。主要換上飛雅特R-21G/M1火控雷达，搜索距离增加到至35公里，並換裝了新型的射控電腦、飛控電腦、電戰设备及操纵面伺服机构。武器外掛架改為可以裝載“阿斯派德”1A 导弹，並加装M61A1機炮。
1988年起，F-104S-ASA開始服役，共150架。

### F-104 ASA-M
F-104 ASA-M是F-104S-ASA的空優增強型，由於當時歐洲四國（德國、西班牙、義大利、英國）聯合開發EF-2000計畫的延遲，義大利空軍不得不採取一些過渡措施來維持整體空防力量。主要針對F-104S-ASA的無線電與導航系統改進，計畫於1992年初開始實行，共有90架F-104S-ASA提升為F-104 ASA-M。目前義大利空軍所有的F-104S戰機已於2004年年底完全除役，成為全世界最後一個使用F-104戰機的國家。義大利的F-104在北約攻擊南斯拉夫時亦有參戰，形成了F-104、F-4、F-14/15/16等三個世代戰機同時投入戰場的罕見戰役。

### 衍生機種
CL-1200槍騎兵（Lancer）：1972年，在F-104的基礎上，洛克希德推出了CL-1200-1，作為競爭國際輕型戰機計畫的項目，動力來源仍為J79。同一個時期的對手包括了F-5E、幻象F1以及F-4F。最後該計畫由F-5E得標，開啟了F-5世代的另一波高潮。1970年底在與F-5等戰機競標失敗之後，美國空軍開始對CL-1200-1產生一些興趣，並計畫購入一架改良後的CL-1200做為高性能實驗機種，編號X-27。經過修改後的X-27除進氣道有所更動外，發動機則計畫改用P&W的TF30渦輪扇發動機，這是當時最優秀的發動機之一，包括F-111以及F-14皆採用此款發動機。然而該計畫最後仍因為沒有獲得足夠的資金而告終止。
CL-1600：即CL-1200-2。在1972年時，洛克希德公司再度以X-27設計為基礎，以爭取競爭輕型戰機合約的可能。然而在YF-16與YF-17皆獲得初始合約之後，計畫再度無疾而終。美國海軍曾計畫以此一機種為基礎，設計CL-1400N。但後來仍然選擇了以YF-17為基礎改進的F-18。
CL-704 VTOL：1962年推出的短場起降機種。後來更先進的AV-8成功導致取消。
中華民國AIDC設計F-CK-1之時，是以攔截機為主要的任務設定。初期由於對於先進技術掌握不夠徹底，只好選擇以當時大量服役的F-104（攔截機版）以及F-5（纏鬥版）為基礎進行構型設計，企圖在較能掌握的技術範圍內進行下一代戰機的設計，部份構型甚至極類似CL-1200與J 35戰鬥機。後來在取得通用動力公司的協助後，這些早期的構型都被廢棄。

## 联邦德国、荷兰、日本、義大利的洛克希德行贿事件
1976年洛克希德各國行賄以促銷戰機事件在美國先被議員揭發，擴散至國外。美國洛克希德公司副總裁科赫在聽證會承認使用大量金錢收買日本、荷蘭、意大利高官。
原洛克希德说客豪森（Ernest Hauser）亦于听证会上称向当时的联邦德国国防部长弗朗茨·約瑟夫·施特勞斯（Franz Josef Strauß）及其政党提供了约1000万美元的资金以获得F-104购买合同。二战刚结束时施特勞斯曾为身为美国情报官员的豪森进行翻译工作，豪森称施特勞斯为好友并邀请其参加豪森的婚礼但后来施特勞斯否认。对于豪森于美国的证词，联邦德国自行调查的结论是证据不足。1957年和1958年，联邦德国派出包括世界空战史上击落最多敌机(352架核實戰績)的王牌飞行员埃里希·哈特曼（Erich Alfred "Bubi" Hartmann）前往美国和法国试飞F-104星式与Mirage III幻影3式，哈特曼认为星式不适合西德空军，当时美国空军亦拒绝采购F-104，所以联邦德国的采购合同受洛克希德公司高度重视。与西德空军同期，英国皇家空军RAF也于1958年派出王牌飞行员Roland Beamout前往美国测试F 104。在他到达洛克希德的第一天即被告知，已有18名试飞员在F 104上丧生，且当时美国空军USAF取消了原定的订单。当指导Beamout的教官亦于F 104降落时因发动机失火导致丧生后，Beamout在1958年6月26日提交的试飞报告中写道：将F 104作为北约NATO统一的全天候战斗机的建议是危险的，在较低速度下糟糕的飞行性能和不可靠的引擎，将导致高坠机率，无论飞行员训练程度如何。西德试飞员哈特曼与国防部长施特勞斯当时亦知道美、英试飞员的伤亡与试飞报告，但哈特曼不是首席试飞员，而最终决定购买机型的是施特勞斯部长，施特勞斯力排军、政界的争论决定引进F 104。西德与洛克希德达成购买合同不仅解脱了洛克希德当时的资金危机，亦陆续引来其它欧洲国家和美国空军继续采购F-104。身为西德空军里希特霍芬战斗机联队（JG 71）联队長的哈特曼一直反对引进F-104，并随着坠机数量与日俱增强烈批评上级和政界，与空军高层和国防部形成矛盾，后被调往闲职并于1970年以空軍上校軍階提前退役。
听证会亦披露為了向荷蘭皇家空軍兜售生產的F-104戰機，洛克希德公司曾向女王朱莉安娜的丈夫貝恩哈德亲王(Bernhard Leopold Friedrich Eberhard Julius Kurt Karl Gottfried Peter Prinz zur Lippe-Biesterfeld，曾任荷蘭軍隊總司令)輸送约110万美元現金。親王当时予以否认，事發後仍放棄了所有的軍銜和軍職。但亲王对当时进行采访的记者马丁·范·阿梅龙根坦诚了受贿事实，条件是采访内容只能在其逝后发表；将近30年后，2002年记者马丁先行过世，2004年贝恩哈德亲王亦过世，随后采访内容由马丁之子研读整理后得以发表，当时荷兰民间虽表示不满，不过因年代久远并未造成大的影响。
听证会之後日本《朝日新聞》收到爆料後刊登日本有名被稱為「國士」的兒玉譽士夫和丸紅商社都收取洛克希德行賄作為白手套再轉交政要。引發大風波後國會成立上田哲為委員長的特別調查委員會赴美國取証，當時日本與美國並未簽訂刑事司法互助協議以及兩國特殊關係導致調查困難，兒玉又以稱病在床躲避，但自民黨內最小派系三木派的領導人三木武夫主張徹查，並結盟了法務大臣稻葉修，最終搜索了丸紅數十處辦公室和兒玉家中，但之後美國施壓要日本對涉案的美國公民一律免除刑責，日方只能逐漸把涉案美國人轉為「證人」，之後美國同意某種限度下協助辦案。
最終一些證人的翻供讓丸紅綜合商社的社長檜山廣、常務董事伊藤宏等人無法脫身被抓，再由這些人的供述最終逮捕了田中角榮，其被控收取洛克希德5億日圓(70年代幣值)以上款項。
在意大利司法機關的調查表明，洛克希德公司為了推銷C-130運輸機，曾向時任意大利總理喬瓦尼·利昂納行賄。兩次出任總理一次當選總統的利昂納不得不於總統任期還剩半年之時黯然辭職。

## 使用國
- 比利时：

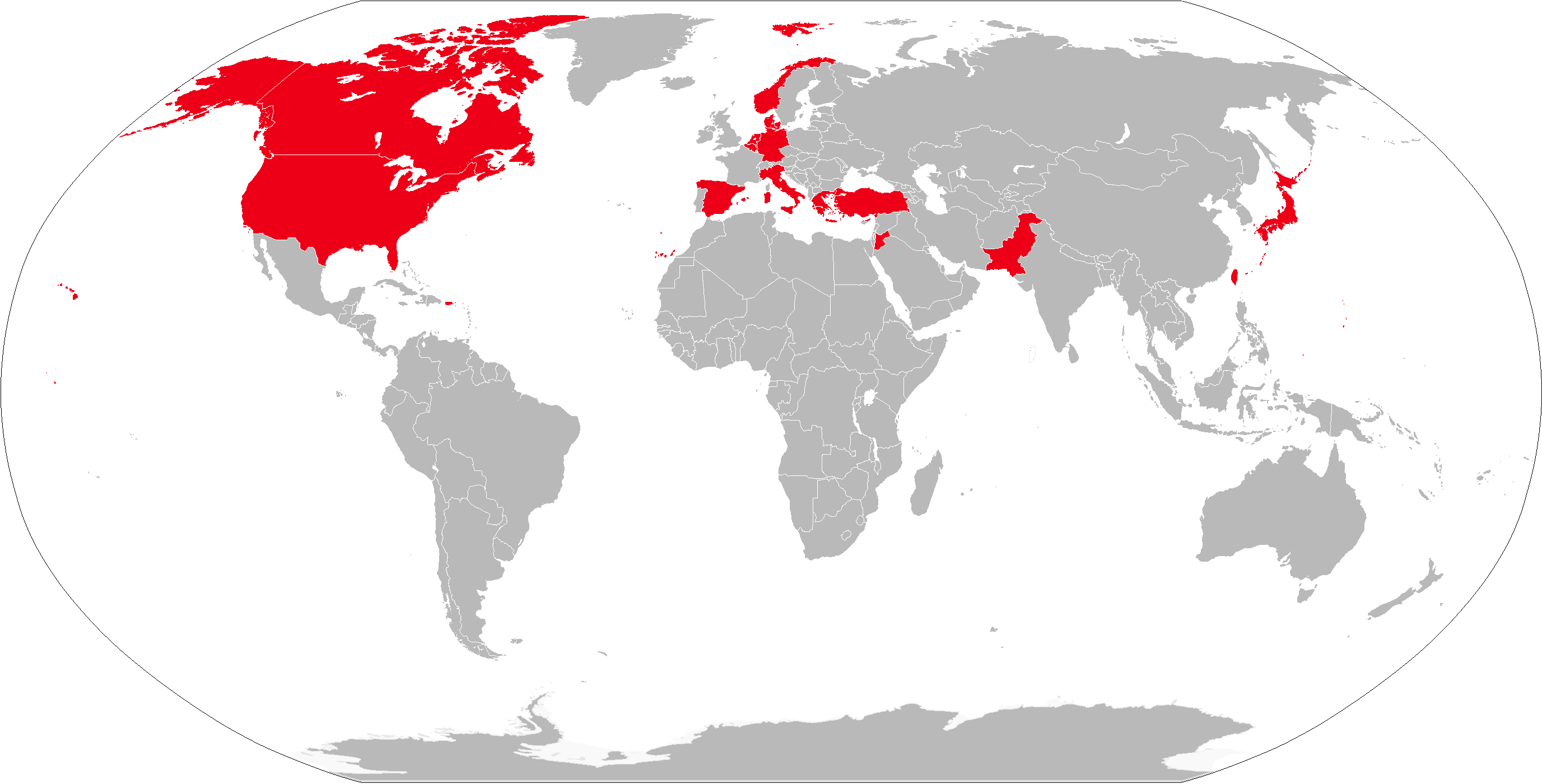
F-104星式戰鬥機的使用國

  - 比利時空軍（112架）：1963年2月~1983年9月服役於比利時空軍，使用F-104G和TF-104G，配備在23、31（戰鬥轟炸機，隸屬第10聯隊）、349和350（攔截機，隸屬第1聯隊）等4個中隊，以及聯隊轉換訓練隊（Operations Conversion Unit，OCU），授權由SABCA（Sociétés Anonyme Belge de Constructions Aéronautiques，比利時航空製造公司）製造（1架F-104G在交付前墜毀）。部份機體退役後由其他方式轉售台灣（23架）和土耳其（18架），服役期間曾有38架F-104G和3架TF-104G失事墜毀。
    - 第1聯隊（英语：1st Wing (Belgium)），駐地博沃尚，博沃尚空軍基地（英语：Beauvechain Air Base）
      - 349中隊（英语：349th Squadron (Belgium)）
      - 350中隊（英语：350th Squadron (Belgium)）

    - 第10聯隊（英语：10th Tactical Wing），駐地佩爾，克萊茵.布羅赫爾空軍基地（英语：Kleine Brogel Air Base）
      - 23中隊（英语：23rd Squadron (Belgium)）
      - 31中隊（英语：31st Squadron (Belgium)）
- 加拿大：
  - 加拿大皇家空軍（238架）：1962~1986年間服役於加拿大皇家空軍，由洛克希德授權加拿大加拿大飛機公司（英语：Canadair）生產，加拿大空軍稱為CF-104（英语：Canadair CF-104 Starfighter），共使用200架CF-104和38架洛克希德製造的CF-104D（雙座機）。CF-104在加拿大服役期間有110架失事，主要肇因於低空對地攻擊和偵察任務，而駐歐基地惡劣的天氣條件造成了近50％的意外損失。退役時機身平均飛行時數為6,000小時，是德國F-104的三倍，剩餘的CF-104和CF-104D後來被轉移到丹麥、挪威和土耳其。[19]
    - 第1聯隊（英语：RCAF Station Marville），駐地法國馬爾維爾，馬爾維爾空軍基地（法语：Base aérienne de Marville-Montmédy）/德國拉爾，拉爾空軍基地（英语：Lahr Airport）
      - 439中隊（英语：439 Combat Support Squadron）
      - 441中隊（英语：No. 441 Squadron RCAF）

    - 第2聯隊（英语：RCAF Station Grostenquin），駐地法國格羅唐坎，格羅唐坎空軍基地（法语：Base aérienne Grostenquin）/德國萊茵明斯特，巴登-索林根空軍基地/德國拉爾
      - 421中隊（英语：No. 421 Squadron RCAF）
      - 430中隊（英语：430 Tactical Helicopter Squadron）

    - 第3聯隊（英语：RCAF Station Zweibrücken），駐地法國格羅唐坎/德國萊茵明斯特/ 德國茨韋布呂肯，茨韋布呂肯空軍基地
      - 427中隊（英语：427 Special Operations Aviation Squadron）
      - 434中隊（英语：No. 434 Squadron RCAF）

    - 第4聯隊（英语：RCAF Station Baden-Soellingen），駐地德國萊茵明斯特
      - 422中隊（英语：No. 422 Squadron RCAF）
      - 444中隊（英语：No. 444 (Cobra) Squadron）

    - 冷湖基地，中央實驗驗證機構/航太工程試驗機構（英语：CFB Cold Lake）加拿大亞伯達省冷湖市
    - 第6（打擊和偵察）作戰訓練隊（英语：417 Combat Support Squadron），冷湖基地（1961年~1968年）
    - 第417訓練中隊（英语：No. 417 Operational Training Squadron RCAF），冷湖基地（1968年自第6（打擊和偵察）訓練隊改編）
- 丹麦：
  - 丹麥皇家空軍（51架）：1964~1986年間服役於丹麥皇家空軍，在1964年至1965年根據“共同防衛援助法（英语：Mutual Defense Assistance Act）”獲得25架F-104G和4架TF-104G，在1971~1973年間再取得22架加拿大建造的F-104（15架F-104G和7架CF-104D）。1987年，15架F-104G和3架TF-104G被轉售到台灣。[20]
    - 
      - 723中隊（英语：Eskadrille 723），駐地奧爾堡，奧爾堡空軍基地（英语：Aalborg Air Base）：1965年接替F-86D，1984年被F-16A/B取代
      - 726中隊，駐地奧爾堡，奧爾堡空軍基地：1964年接替F-86D，1986年被F-16A/B取代[21]
- 德国：
  - 德國空軍（916架）：總計916架F-104，分別為749架F/RF-104G、137架TF-104G和30架F-104F[22]，其中RF-104G使用至1971年。
    - AG51「英麥曼」偵察機聯隊，駐地英戈爾施塔特 / 曼興，英格爾施塔特-曼興空軍基地（英语：Ingolstadt Manching Airport）（1960年~1969年）/萊茵河畔哈特海姆，布雷姆加滕空軍基地（德语：Fliegerhorst Bremgarten）（1969年~1971年）
    - AG52偵察機聯隊（德语：Aufklärungsgeschwader 52），駐地萊克，萊克空軍基地（德语：Flugplatz Leck）（1964年~1971年）
    - JBG31「波爾克」戰鬥轟炸機聯隊，駐地訥沃尼希，訥沃尼希空軍基地（英语：Nörvenich Air Base）
    - JBG32戰鬥轟炸機聯隊（英语：Jagdbombergeschwader 32），駐地格拉本/下邁廷根，萊赫菲爾德空軍基地（英语：Lechfeld Air Base）
    - JBG33戰鬥轟炸機聯隊，駐地比謝爾，比謝爾空軍基地（英语：Büchel Air Base）
    - JBG34戰鬥轟炸機聯隊（英语：Jagdbombergeschwader 34），駐地梅明格堡，梅明根機場
    - JBG36戰鬥轟炸機聯隊（英语：Jagdbombergeschwader 36），駐地霍普斯滕，萊茵-霍普斯滕空軍基地（英语：Rheine-Hopsten Air Base）
    - JG71「里希霍芬」戰術戰鬥機聯隊（英语：Taktisches Luftwaffengeschwader 71 "Richthofen"），駐地維特蒙德/奧里希，維特蒙德哈芬空軍基地（德语：Fliegerhorst Wittmundhafen）
    - JG74戰術戰鬥機聯隊，駐地多瑙河畔諾伊堡，諾伊堡空軍基地（英语：Neuburg Air Base）

  - 德國海軍：由海軍航空隊使用
    - MFG1海軍航空聯隊（德语：Marinefliegergeschwader 1），駐地亞格爾，什列斯威海航基地（英语：Schleswig Air Base）
    - MFG2海軍航空聯隊（德语：Marinefliegergeschwader 2），駐地埃格貝克，埃格貝克海航基地（德语：Fliegerhorst Eggebek）
- 希腊：
  - 希臘空軍（146架）：1964年4月~1993年3月間服役於希臘空軍，在海外軍事援助計劃（MAP）下接收了45架新造F-104G和6架TF-104，服役後期陸續從北約其他盟國空軍的二手機，其中包括79架來自德國，7架來自荷蘭，9架來自西班牙。
    - 335"老虎"中隊（英语：335th Bomber Squadron (HAF)），駐地塔纳格拉，塔納格拉空軍基地（英语：Tanagra Air Base）/帕特雷，阿拉科索斯空軍基地（英语：Patras Araxos Airport）
    - 336"奧林帕斯"中隊（英语：336th Bomber Squadron (HAF)），駐地帕特雷，阿拉科索斯空軍基地（英语：Patras Araxos Airport）
- 義大利：
  - 義大利空軍（360架）：從20世紀60年代初期到20世紀末，F-104一直是義大利空軍的中流砥柱。義大利的第一架F-104G是由洛克希德製造的MM6501號機，於1962年6月9日首飛；第一架由義大利本國的飛雅特/義大利航太製造的F-104於2年後的1962年10月5日首飛。義大利最初總共接收了105架F-104G、24架TF-104G和20架RF-104G，並於1963年3月投入服役。這支機隊後來再增加了205架由義大利航太授權製造的F-104S（英语：Aeritalia F-104S）和6架前德國空軍TF-104G，使機隊總數達到360架。在1986年，義大利空軍是最大的使用者，擁有11個操作星式機的單位。截至1997 年，義大利在928,000飛行小時中損失了137架（38%）的 F-104（每10萬飛行小時損失14.7架）。2004年，在普拉蒂卡迪馬雷空軍基地（英语：Pratica di Mare Air Base）舉行的盛大儀式上，F-104正式從義大利空軍退役。
    - 第3大隊（意大利语：3º Stormo）（偵察），駐地維洛納，維羅納維拉弗蘭卡機場
      - 第28中隊（意大利语：XXVIII Gruppo）
      - 第132中隊（意大利语：132º Gruppo）

    - 第4大隊（意大利语：4º Stormo）（攔截/轉換訓練），駐地格羅塞托，格羅塞托機場（英语：Grosseto Airport）
      - 第9中隊（意大利语：9º Gruppo caccia）（攔截）
      - 第20中隊（意大利语：20º Gruppo）（轉換訓練）

    - 第5大隊（意大利语：5º Stormo）（攔截/戰鬥轟炸），駐地里米尼，里米尼費里尼機場（英语：Rimini Fellini Airport）
      - 第23中隊（意大利语：23º Gruppo caccia）（攔截）
      - 第10中隊（意大利语：102º Gruppo）（戰鬥轟炸）

    - 第6大隊（意大利语：6º Stormo）（戰鬥轟炸），駐地蓋迪，蓋迪空軍基地（英语：Ghedi Air Base）
      - 第154中隊（意大利语：154º Gruppo）
      - 第155中隊（意大利语：155º Gruppo ETS）

    - 第36大隊（意大利语：36º Stormo）（攔截/戰鬥轟炸），駐地焦亞-德爾科萊，焦亞-德爾科萊空軍基地（英语：Gioia del Colle Air Base）
      - 第12中隊（意大利语：12º Gruppo caccia）（攔截）
      - 第156中隊（意大利语：156º Gruppo ETS）（戰鬥轟炸）

    - 第37大隊（意大利语：37º Stormo）（攔截/戰鬥轟炸），駐地特拉帕尼，特拉帕尼-比爾吉空軍基地（英语：Trapani–Birgi Airport）
      - 第18中隊（意大利语：18º Gruppo caccia）

    - 第51大隊（意大利语：51º Stormo）（攔截），駐地特雷維索/伊斯特拉納，伊斯特拉納空軍基地（英语：Istrana Air Base）
      - 第22中隊（意大利语：22º Gruppo）

    - 第51大隊（意大利语：53º Stormo）（攔截），駐地卡梅里，卡梅里機場（意大利语：Aeroporto di Cameri）
      - 第21中隊（意大利语：21º Gruppo）
- 日本：
  - 日本航空自衛隊（230架）：1962年10月到1986年間服役於日本航空自衛隊，使用210架F-104J和20架F-104DJ，除3架J型和全部DJ型為洛克希德製造外，其餘全部由三菱重工（機體、航電）和石川島播磨重工（J79發動機）授權生產，因此F-104在日本又被稱為榮光。星式機在航空自衛隊服役期間共發生36次重大事故，並造成32架失事喪失，包括一次空中相撞事故。F-104J/DJ服役於201、202、203、204、205、206及207等7個飛行隊。在航空自衛隊服役期間，F-104J為攔截蘇聯軍機的主力戰機。除役後，有31架F-104J和6架F-104DJ運返美國再出售給中華民國[23][24][25][26]
    - 第2航空團（日语：第2航空団），駐地北海道，千歲基地（日语：千歳基地）
      - 第201飛行隊（日语：第201飛行隊 (航空自衛隊)）（1974年10月解散，1986年3月換裝F-15J/DJ重新成軍）
      - 第203飛行隊（日语：第203飛行隊 (航空自衛隊)）（1984年3月換裝F-15J/DJ）

    - 第5航空團（日语：第5航空団），駐地宮崎縣，新田原基地
      - 第202飛行隊（日语：第202飛行隊 (航空自衛隊)）（1981年12月換裝F-15J/DJ）
      - 第204飛行隊（日语：第204飛行隊 (航空自衛隊)）（1984年6月換裝F-15J/DJ）

    - 第6航空團（日语：第6航空団），駐地石川縣，小松基地
      - 第205飛行隊（日语：第205飛行隊 (航空自衛隊)）（1981年6月解散）

    - 第7航空團（日语：第7航空団），駐地茨城縣，百里基地
      - 第206飛行隊（日语：第206飛行隊）（1978年12月解散）

    - 第83航空隊（日语：第9航空団），駐地沖繩縣，那覇基地
      - 第207飛行隊（日语：第207飛行隊）（1972年11月隨沖繩回歸日本自百里轉調那霸，1986年3月解散，本隊為空自最後的F-104部隊）
- 约旦：
  - 約旦皇家空軍（33架）：1967年~1983年間服役於約旦皇家空軍，1967年透過海外軍事援助計劃（MAP）交付約旦29架F-104A和4架F-104B在軍事援助計劃下交付。在美國的控制下，這些飛機在六日戰爭期間暫時移至土耳其，1983年被F-5和達索幻影F1取代，成為機場防空誘餌。
    - 第9中隊，駐地安曼，哈桑王子空軍基地（英语：Prince Hassan Air Base）
    - 第25中隊，駐地阿茲拉克（英语：Azraq, Jordan），穆瓦法克.薩爾提空軍基地（英语：Muwaffaq Salti Air Base）
- 荷蘭：
  - 荷蘭皇家空軍（138架）：荷蘭皇家空軍原本希望獲得超過200架F-104G，但因為來自美國的共同防衛援助貸款額度不夠，因此訂單減少至138 架。其中18架TF-104G雙座機全部由洛克希德原廠製造（荷蘭機號D-58XX，包括一架D-5702，這是原洛克希德廠自用的驗證機），25架F-104G由義大利飛雅特/義大利航太製造（荷蘭機號D-6XXX），剩餘95架F-104G全數由荷蘭福克公司承造（荷蘭機號D-8XXX）。荷蘭星式機隊最終於1984年退役，部分機體被轉售到希臘或土耳其。[27][28]
    - 沃克爾空軍基地（英语：Volkel Air Base），北布拉邦省沃克爾（英语：Volkel）
      - 306中隊（偵察）
      - 311中隊（戰鬥轟炸）
      - 312中隊（戰鬥轟炸）

    - 呂伐登空軍基地，菲仕蘭省呂伐登
      - 322中隊（英语：322 Squadron RNLAF）（攔截）
      - 323中隊（攔截）

    - 荷蘭皇家空軍A轉換訓練隊（Training and Conversion Unit A, RNLAF）
    - 沃克爾基地轉換訓練隊（Conversie Afdeling Volkel）
- 挪威：
  - 挪威皇家空軍（45架）：1963年~1982年間服役於挪威皇家空軍，挪威最初在1963年根據海外軍事援助計劃（MAP）收到了19架加拿大建造的F-104G和4架TF-104G，1974年再從加拿大獲得18架退役的CF-104和4架CF-104D。挪威星式機隊最終於1982年退役，部份機體被轉售到土耳其。其中一架編號104637，前334中隊所屬的CF-104D被保留在博德機場，並於2016年被挪威民間團隊恢復飛行能力成為動態保存機。[29]
    - 331中隊（英语：No. 331 Squadron RAF），駐地博德，博德機場（1981年換裝F-16）
    - 334中隊（英语：No. 334 Squadron RAF），駐地博德，博德機場（1982年換裝F-16）
- 巴基斯坦：
  - 巴基斯坦空軍（14架）：1961年~1972年間服役於巴基斯坦空軍，巴基斯坦是第一個裝備F-104的非北約國家，交付了12架F-104A和2架F-104B，由於較舊但較輕的機身和更現代的發動機，這些F-104具有異常高的推重比。F-104在巴基斯坦服役12年，飛行時間為11,690小時，1965年第二次印巴戰爭時為246小時45分鐘，1971年第三次印巴戰爭時為103小時45分鐘，部分來自美國收回MAP中華民國空軍的F-104。由於第三次印巴戰爭後的制裁影響，巴基斯坦的星式機隊在1972年全數退役。
  - 巴基斯坦空軍中央指揮部（英语：Central Air Command (Pakistan)）
    - 第38多用途聯隊，駐地薩戈達，薩戈達空軍基地（英语：PAF Base Mushaf）（2003年2月更名為穆夏夫基地）
      - 第9"獅鷲"中隊（英语：No. 9 Squadron PAF）（1973年換裝幻象5型戰鬥機）
- 西班牙：
  - 西班牙空軍（21架）：西班牙空軍根據海外軍事援助計劃在1965年接收了21架F/TF-104G（單座18架、雙座3架），單座機全部由加拿大飛機公司製造，雙座機則為洛克希德原廠製造。西班牙的星式機隊在西班牙僅服役約7年，就在1972年全數退役由F-4C幽靈II式取代，然後被轉移到希臘或土耳其服役。在西班牙的17,000小時的使用紀錄中，沒有任何機體因事故而損失，主要歸功於在西班牙空軍該機僅用於攔截機的預期用途，以及西班牙境內良好的飛行天氣。
    - 第6聯隊（後來更改番號為第16聯隊），駐地馬德里自治區托雷洪-德阿爾多斯，托雷洪空軍基地（英语：Torrejón Air Base）
      - 第61中隊（後來更改番號為第161中隊和122中隊）（1972年換裝F-4C幽靈II戰鬥機）
- 中華民國：
  - 中華民國空軍（302架）：
    - 第二聯隊，新竹市，新竹空軍基地
      - 第41中隊（1998年4月換裝幻象2000戰鬥機，2004年11月改編為作戰隊）
      - 第42中隊（1998年11月換裝幻象2000戰鬥機，2004年11月改編為作戰隊）
      - 第48中隊（2000年5月換裝幻象2000戰鬥機，2004年11月改編為轉換訓練隊）

    - 第三聯隊，臺中市，清泉崗空軍基地
      - 第7中隊（1997年4月換裝IDF經國號戰機，2004年11月改編為作戰隊）
      - 第8中隊（1994年12月換裝IDF經國號戰機，2004年11月裁撤）
      - 第28中隊（1997年4月換裝IDF經國號戰機，2004年11月改編為作戰隊）

    - 第五聯隊
      - 第12中隊（1997年及2002年換裝RF-5E及F-16A/B），桃園市，桃園空軍基地（1963年~1994年）/新竹空軍基地（1994年~1998年）
- 土耳其：
  - 土耳其空軍（至少400架）：土耳其從1963年起透過海外軍事援助計劃資助，接收了洛克希德和加拿大飛機公司生產的48架新造F-104G和6架TF-104G，並在1974~1975年直接從義大利飛雅特公司購買了40架F-104S。此外跟希臘一樣，土耳其在1970和1980年代從多個北約國家接收了大量二手星式機，其中170架來自德國、53架來自荷蘭、52架來自加拿大。土耳其總共從各種管道接收了400多架星式機，儘管其中許多機體從未再次升空，而是被作為拆零機。F-104最終於1995年從土耳其空軍退役。
    - 第4主力噴射機基地司令部（聯隊級），駐地安卡拉，阿肯西空軍基地（英语：Mürted Airfield Command）
      - 141中隊
      - 142中隊
      - 轉換訓練中隊

    - 第6主力噴射機基地司令部，駐地巴勒克埃西爾，班德爾馬機場（英语：Bandırma Airport）
      - 161中隊
      - 162中隊

    - 第8主力噴射機基地司令部，駐地迪亞巴克爾，迪亞巴克爾機場（英语：Diyarbakır Airport）
      - 181中隊
      - 182中隊

    - 第9主力噴射機基地司令部，駐地巴勒克埃西爾，巴勒克埃西爾機場（英语：Balıkesir Airport）
      - 191中隊
      - 192中隊
      - 192中隊
- 美国：
  - 美國空軍（297架）：
    - 空軍系統司令部（英语：Air Force Systems Command）（AFSC）
      - 美國空軍航太研究飛行員學校（英语：U.S. Air Force Test Pilot School）（ARPS），駐地加州愛德華茲，愛德華茲空軍基地

    - 戰術空軍司令部（英语：Tactical Air Command）
      - 第479戰術戰鬥機聯隊（英语：479th Tactical Fighter Wing），駐地加州維克多維爾，喬治空軍基地（英语：George AFB）
        - 第434戰術戰鬥機中隊（英语：434th Fighter Training Squadron）
        - 第435戰術戰鬥機中隊（英语：435th Fighter Training Squadron）
        - 第436戰術戰鬥機中隊（英语：436th Tactical Fighter Squadron）
        - 第476戰術戰鬥機中隊（英语：476th Tactical Fighter Squadron）

    - 航太防衛司令部（英语：Aerospace Defense Command）（ADCOM）
      - 第56戰鬥攔截機中隊（英语：56th Fighter-Interceptor Squadron），駐地俄亥俄州代頓，萊特-派特森空軍基地
      - 第83戰鬥攔截機中隊（英语：83d Fighter Weapons Squadron），駐地加州諾瓦托，漢米爾頓空軍基地（英语：Hamilton AFB）
      - 第337戰鬥攔截機中隊（英语：337th Flight Test Squadron） ，駐地麻州奇科皮/拉德洛，韋斯托佛空軍基地（英语：Westover Air Reserve Base）
      - 第538戰鬥攔截機中隊（英语：538th Fighter-Interceptor Squadron），駐地華盛頓州摩西湖市，拉森空軍基地（英语：Larson AFB）
      - 第319戰鬥攔截機中隊（英语：319th Fighter-Interceptor Squadron），駐地佛羅里達州荷姆斯特，荷姆斯特空軍基地（英语：Homestead AFB）
      - 第331戰鬥攔截機中隊（英语：331st Fighter-Interceptor Squadron），駐地德州大泉，韋伯空軍基地（英语：Webb AFB）

    - 美國空軍國民兵
      - 亞利桑那空軍國民兵（英语：Arizona Air National Guard）第161戰鬥攔截機大隊（英语：161st Air Refueling Wing），駐地亞利桑那州鳳凰城，戈特華特空軍基地（英语：Goldwater Air National Guard Base）/鳳凰城天港國際機場
        - 第197戰鬥攔截機中隊（英语：197th Air Refueling Squadron）

      - 波多黎各空軍國民兵（英语：Puerto Rico Air National Guard）第156戰鬥機大隊（英语：156th Airlift Wing），駐地波多黎各聖胡安，穆尼茲空軍基地（英语：Muñiz Air National Guard Base）/路易斯·穆尼奧斯·馬林國際機場
        - 第198戰術戰鬥機中隊（英语：198th Tactical Fighter Squadron）

      - 南卡羅來納空軍國民兵（英语：South Carolina Air National Guard）169戰鬥攔截機大隊（英语：169th Fighter Wing），駐地南卡羅來納州伊斯托弗，麥肯泰爾空軍基地（英语：McEntire Air National Guard Station）
        - 第157戰鬥攔截機中隊（英语：157th Fighter Squadron）

      - 田納西空軍國民兵（英语：Tennessee Air National Guard）第134戰鬥攔截機大隊（英语：134th Air Refueling Wing），駐地田納西州諾克斯維爾，麥吉泰森空軍基地（英语：McGhee Tyson ANGB）
        - 第151戰鬥攔截機中隊（英语：151st Air Refueling Squadron）

### 各國交付或生產數量
來源：F-104 Starfighter in action
|                          | 服役      | 洛克希德 | 加拿大 | 德国 | 荷蘭 | 比利时 | 義大利 | 日本 |
| ------------------------ | --------- | -------- | ------ | ---- | ---- | ------ | ------ | ---- |
| 美国                     | 297       | 297      |        |      |      |        |        |      |
| 美国-海外軍事援助（MAP） | 250       | 110      | 140    |      |      |        |        |      |
| 加拿大                   | 238       | 38       | 200    |      |      |        |        |      |
| 日本                     | 230       | 23       |        |      |      |        |        | 207  |
| 德国                     | 917       | 240      |        | 283  | 255  | 89     | 50     |      |
| 荷蘭                     | 138       | 14       |        |      | 99   |        | 25     |      |
| 比利时                   | 112       | 3        |        |      |      | 109    |        |      |
| 義大利                   | 354       | 12       |        |      |      |        | 342    |      |
| 小計                     | 總數 2536 | 737      | 340    | 283  | 354  | 198    | 417    | 207  |

## 圖集

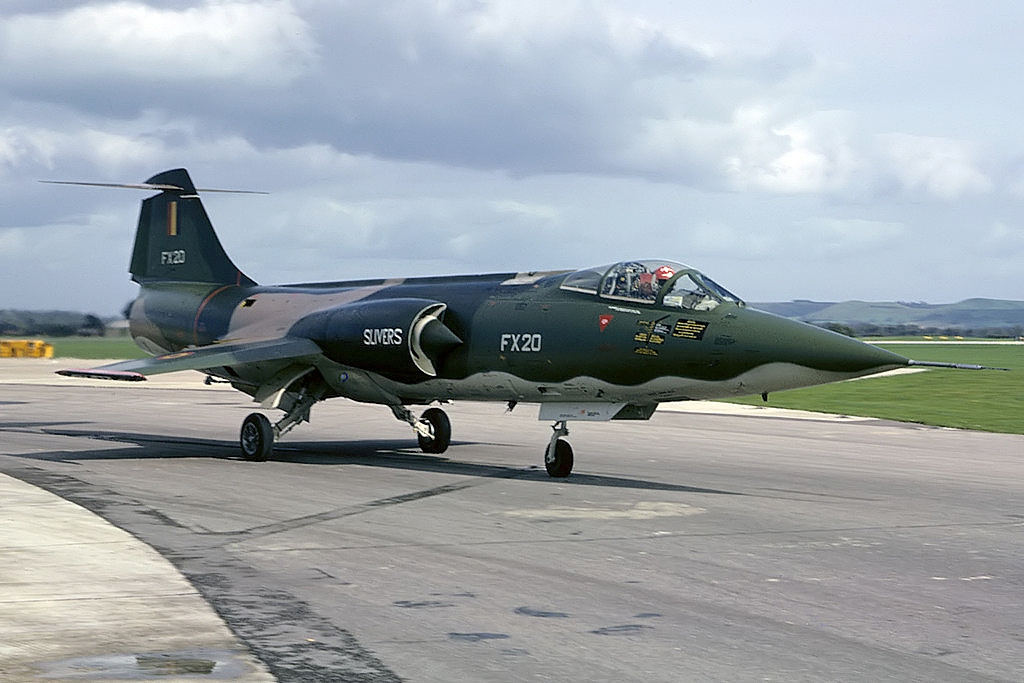
比利時空軍F-104
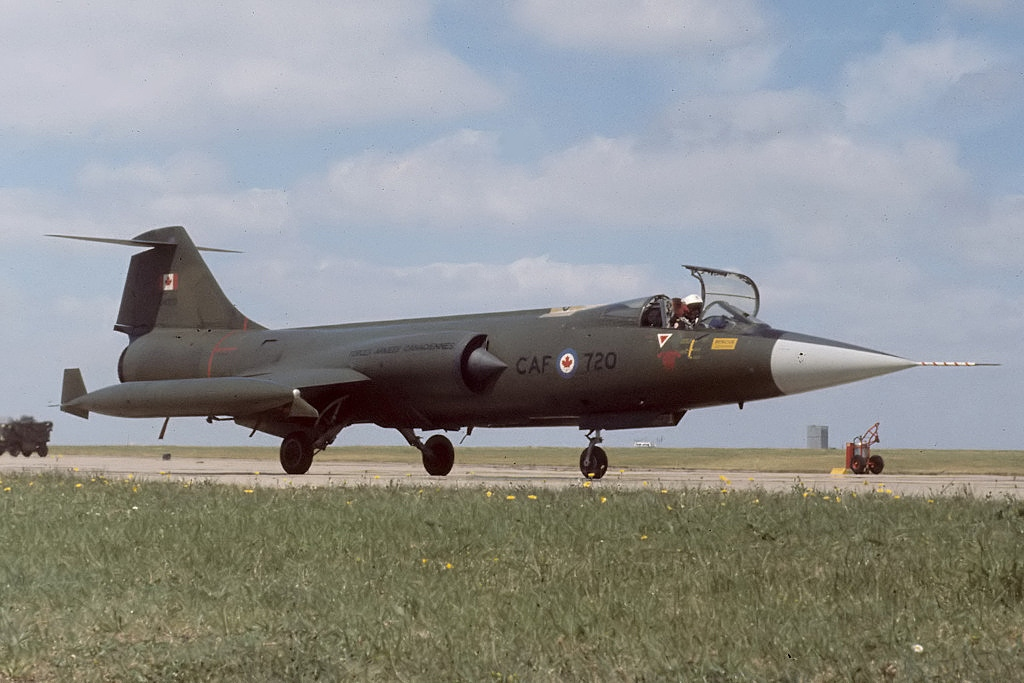
加拿大皇家空軍CF-104
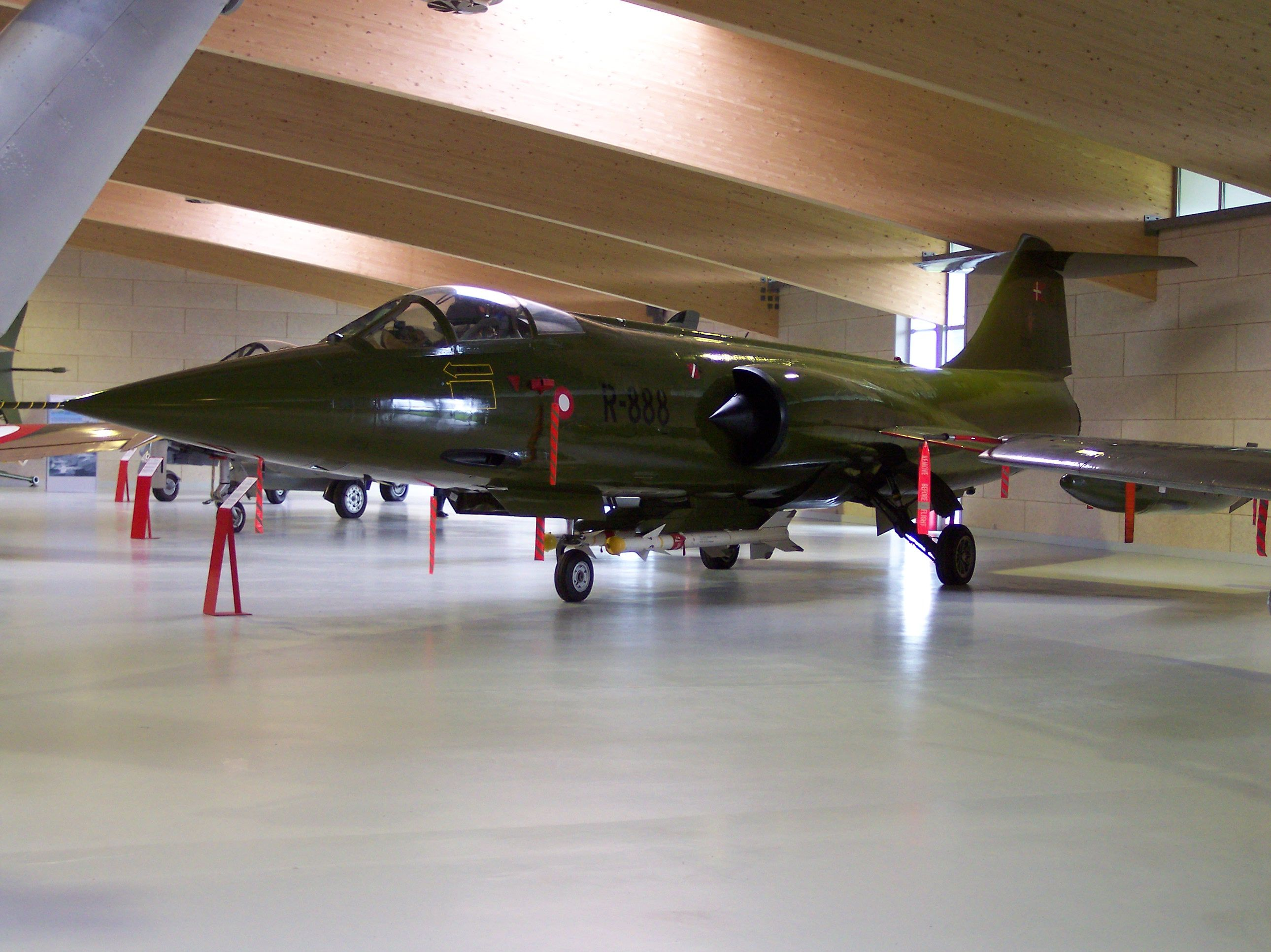
丹麥皇家空軍F-104G
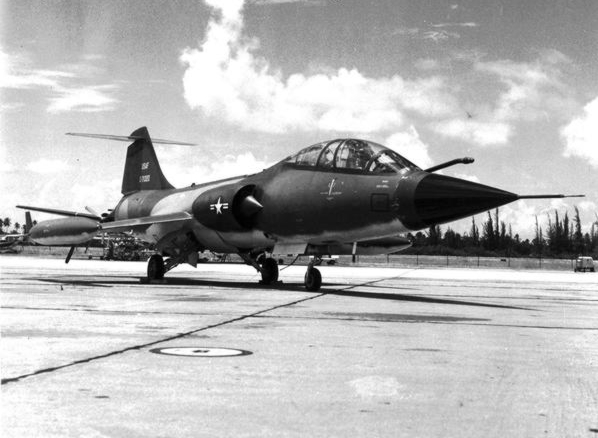
美國波多黎各空軍國民警衛隊（英语：Puerto Rico Air National Guard）裝備的F-104D，攝於1967年
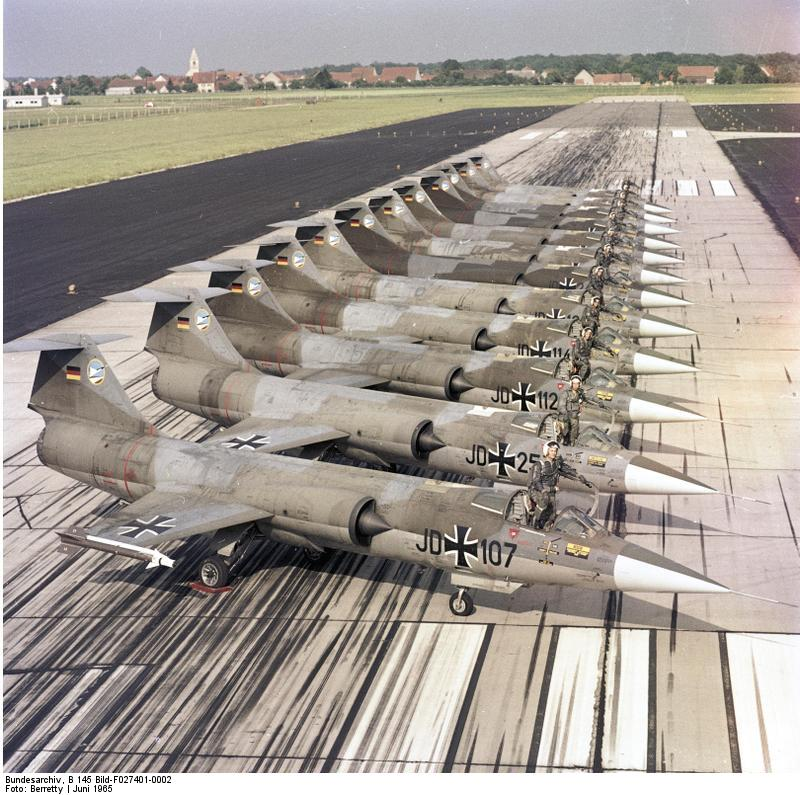
Starfighters of JG 74 in 1965.
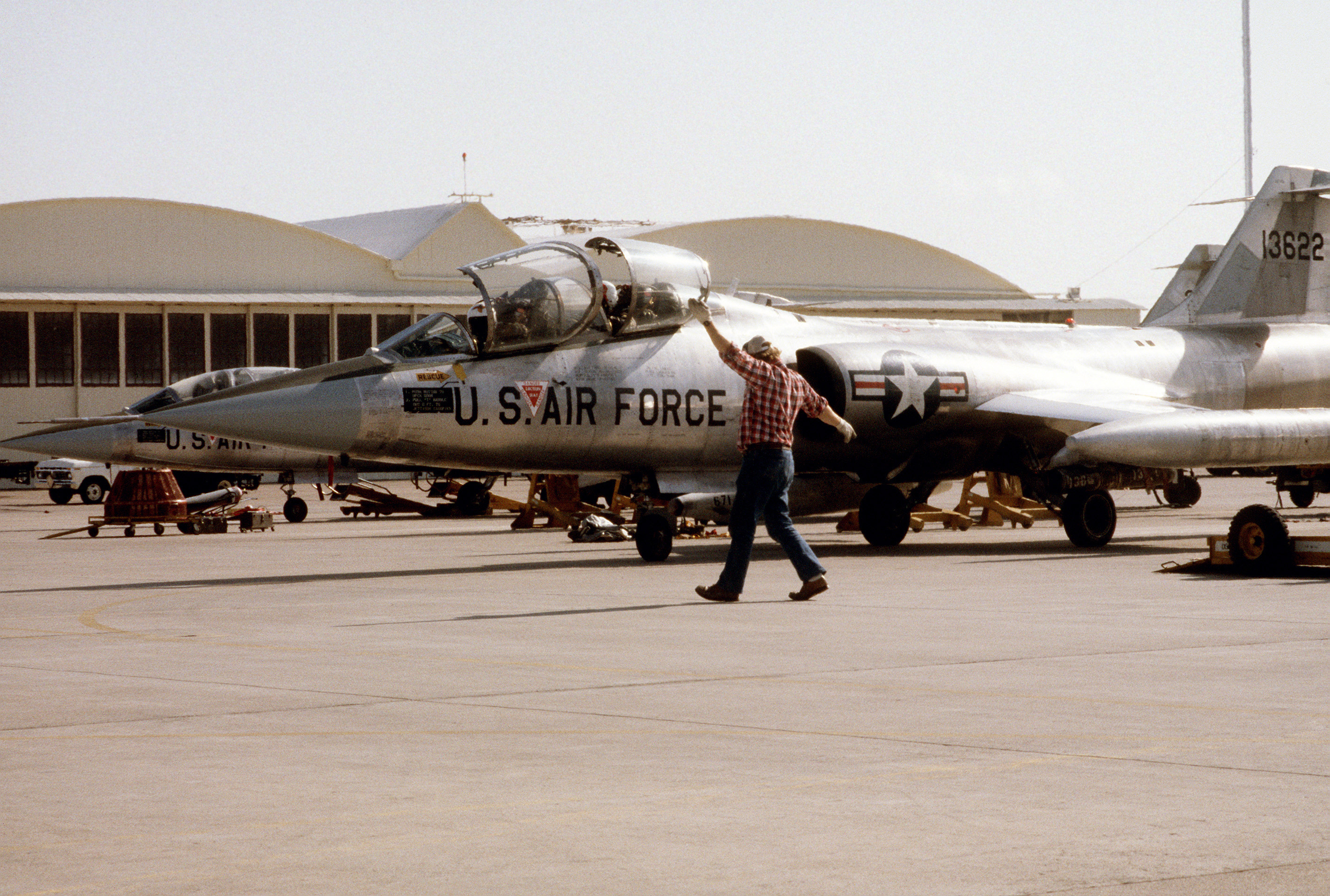
在美國路克空軍基地（Luke AFB）的Luftwaffe TF-104G，攝於1982年
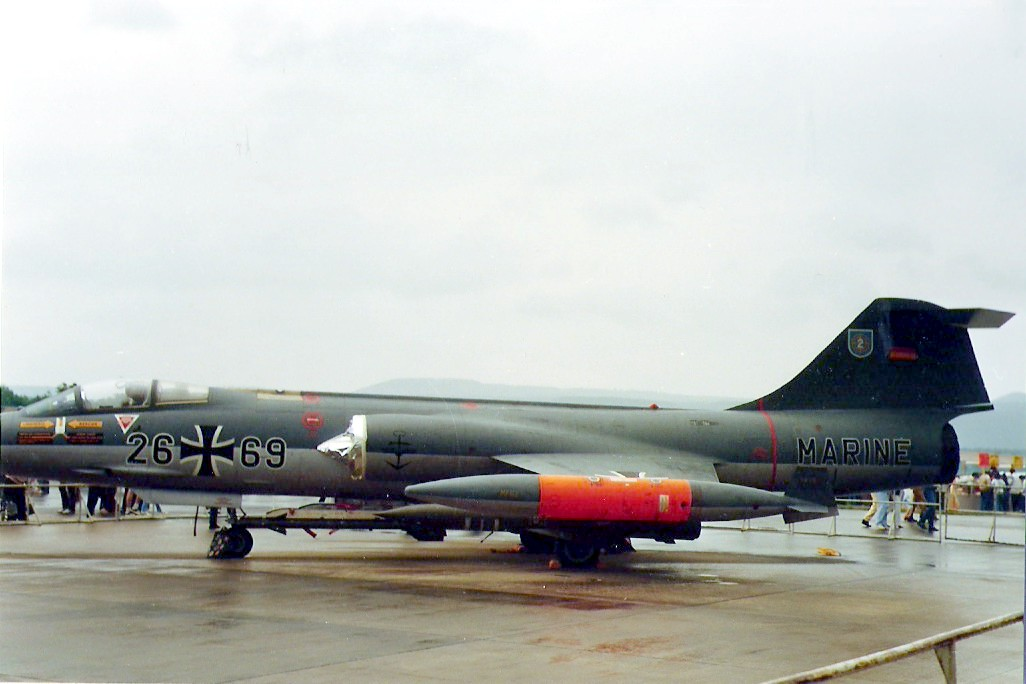
德國海軍F-104G，攝於1984年
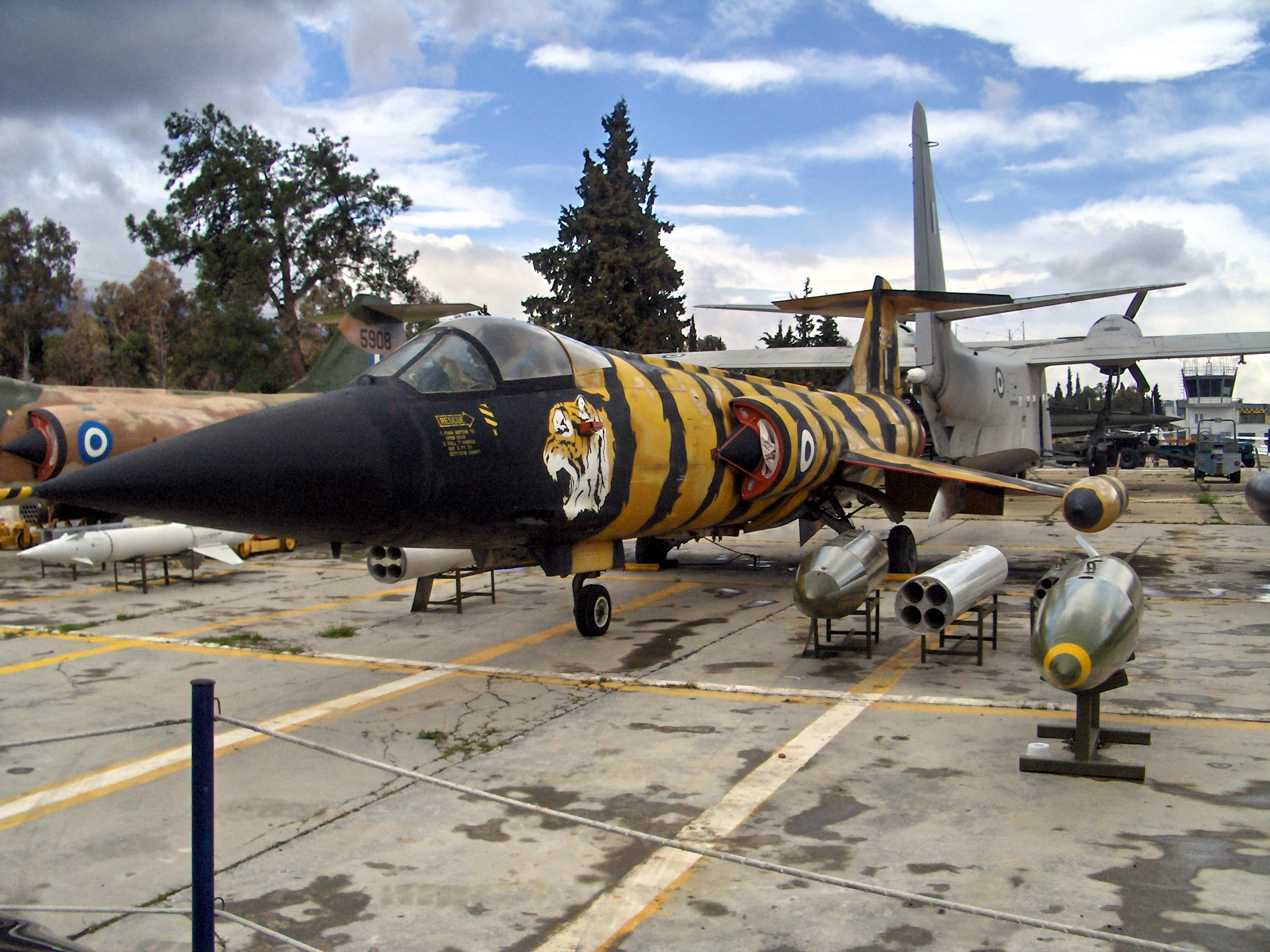
希臘空軍335中隊的F-104G
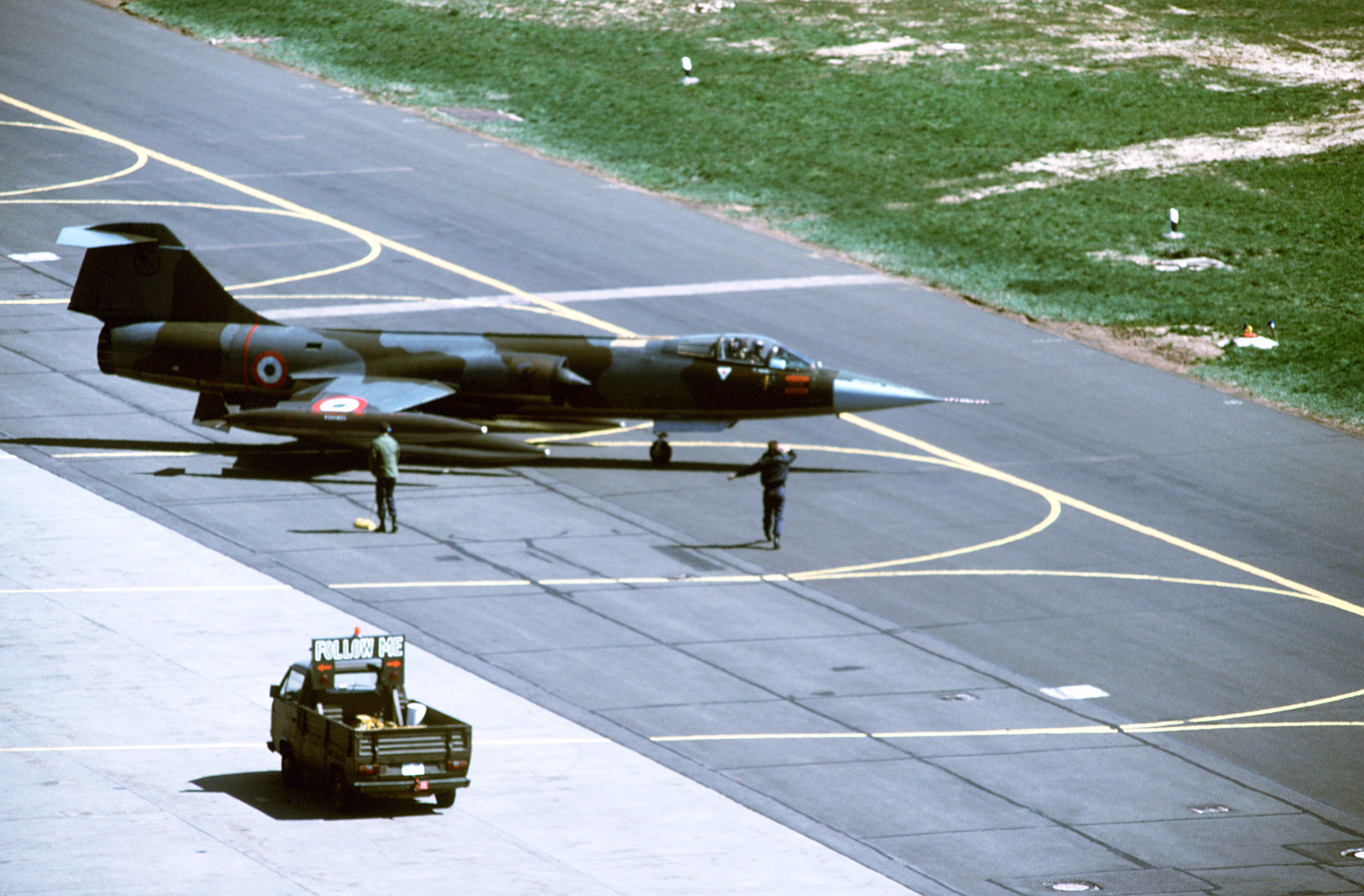
義大利空軍的F-104S，1988年攝於Bitburg Air Base
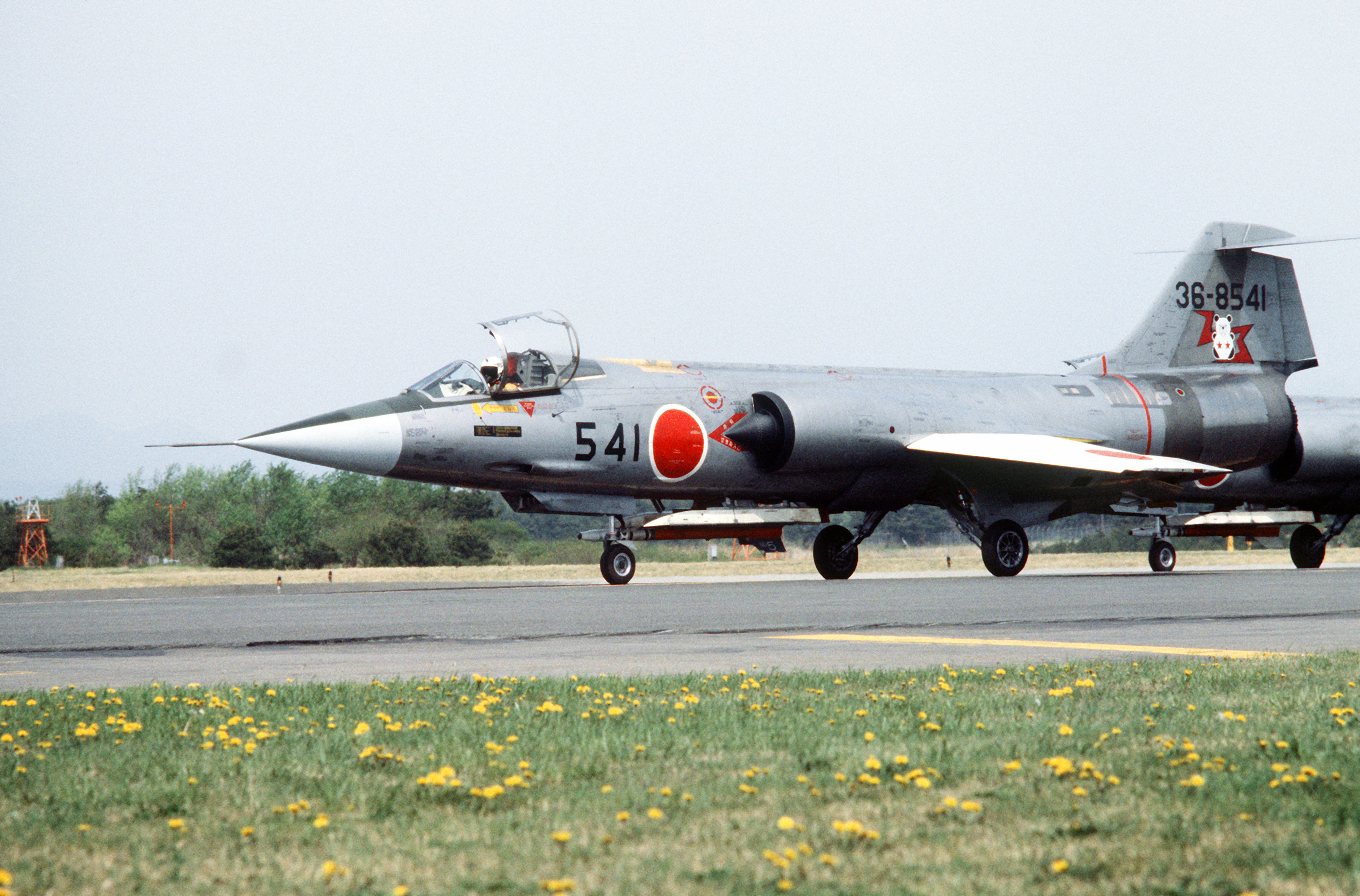
日本航空自衛隊的F-104J，1982年4月北方對應82演習（Cope North 82）期間攝於韓國光州機場
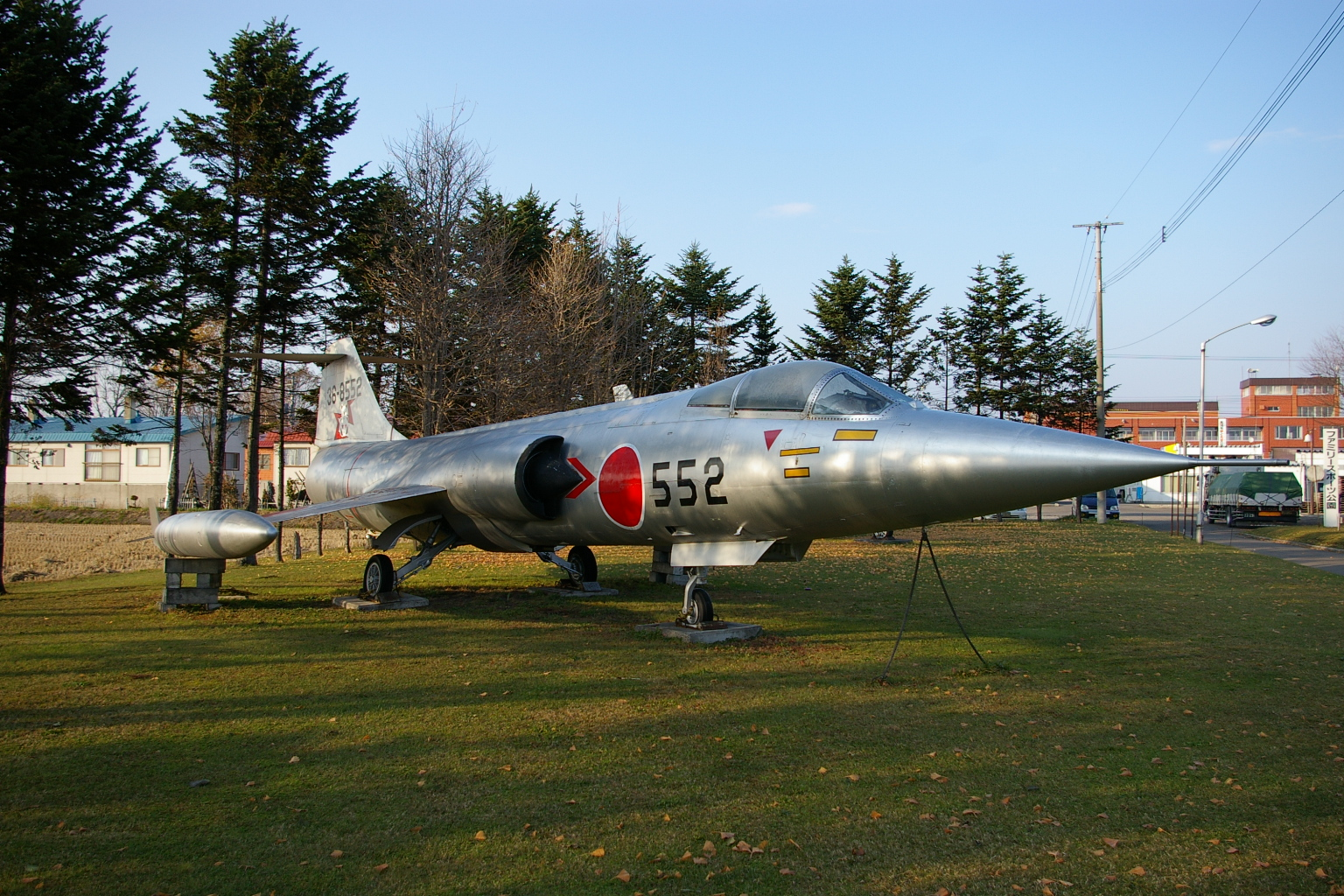
在北海道秩父別町展示的F-104J，垂尾上的隊徽表示該機原屬203飛行隊，攝於2006年
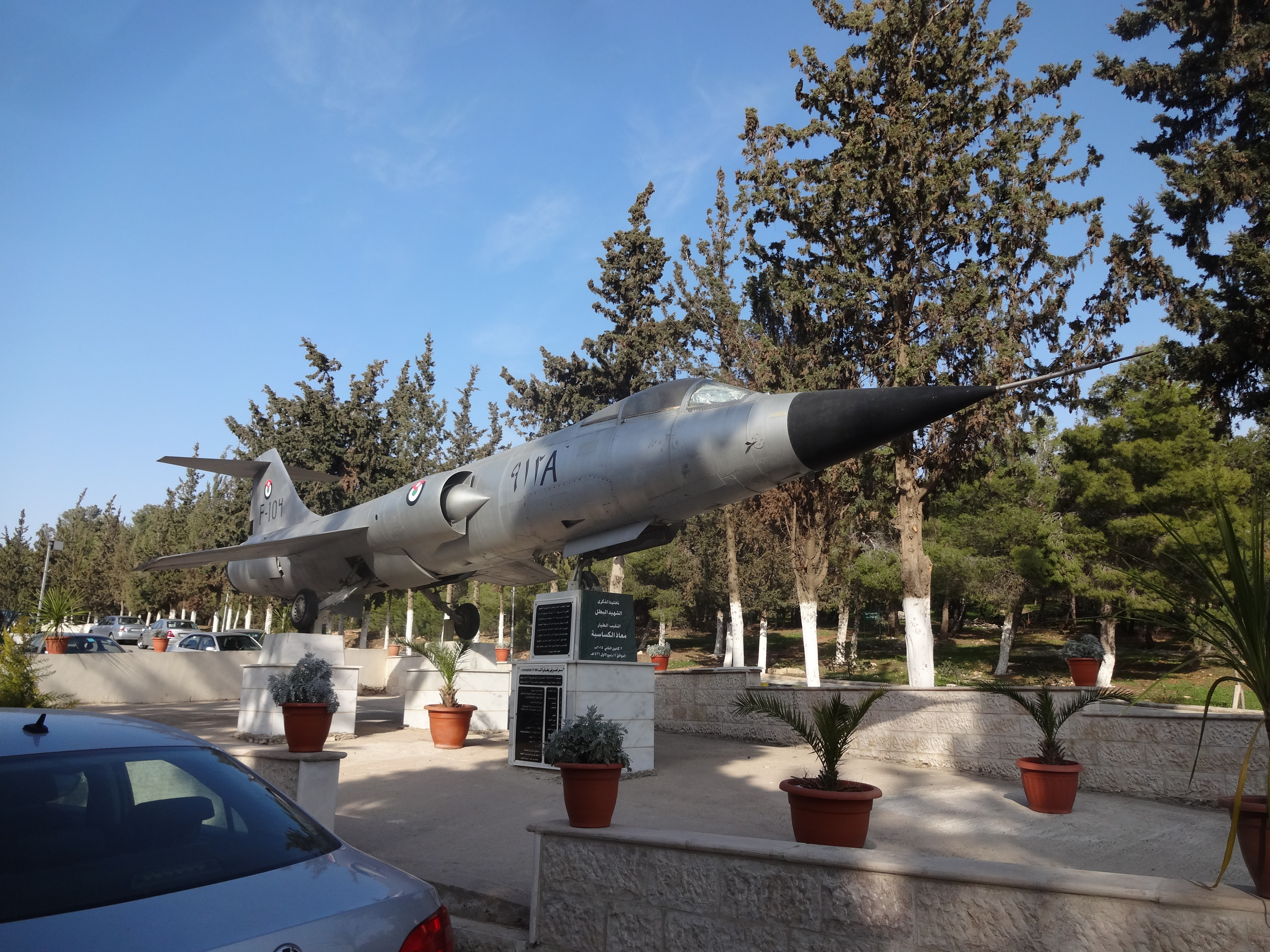
陳列在約旦大學（英语：University of Jordan）校園內的約旦皇家空軍F-104A，該機同時也是穆阿特.卡薩斯貝上尉（英语：Muath al-Kasasbeh）紀念碑。
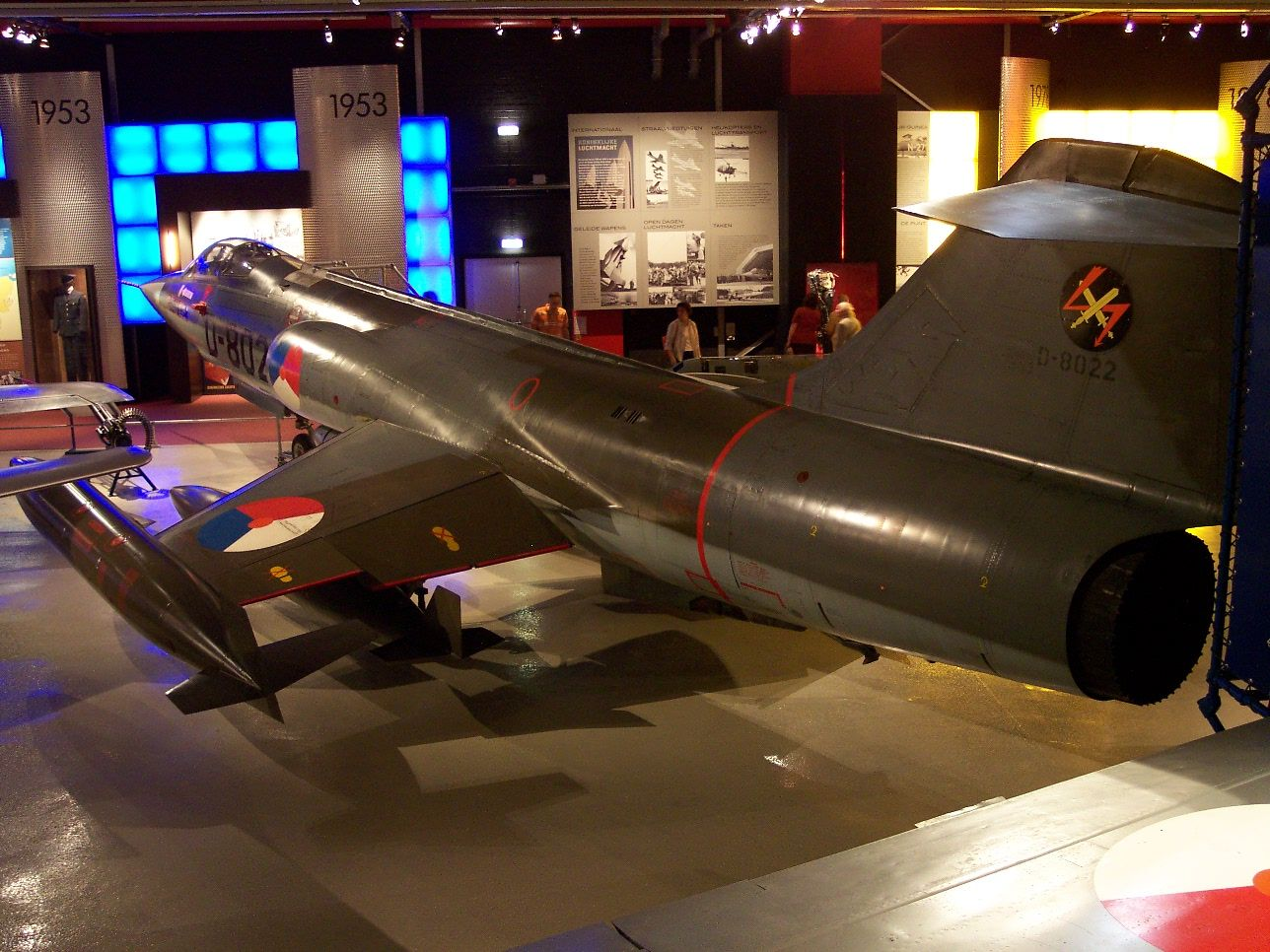
展示在荷蘭國家軍事博物館（英语：Nationaal Militair Museum）的荷蘭皇家空軍F-104G
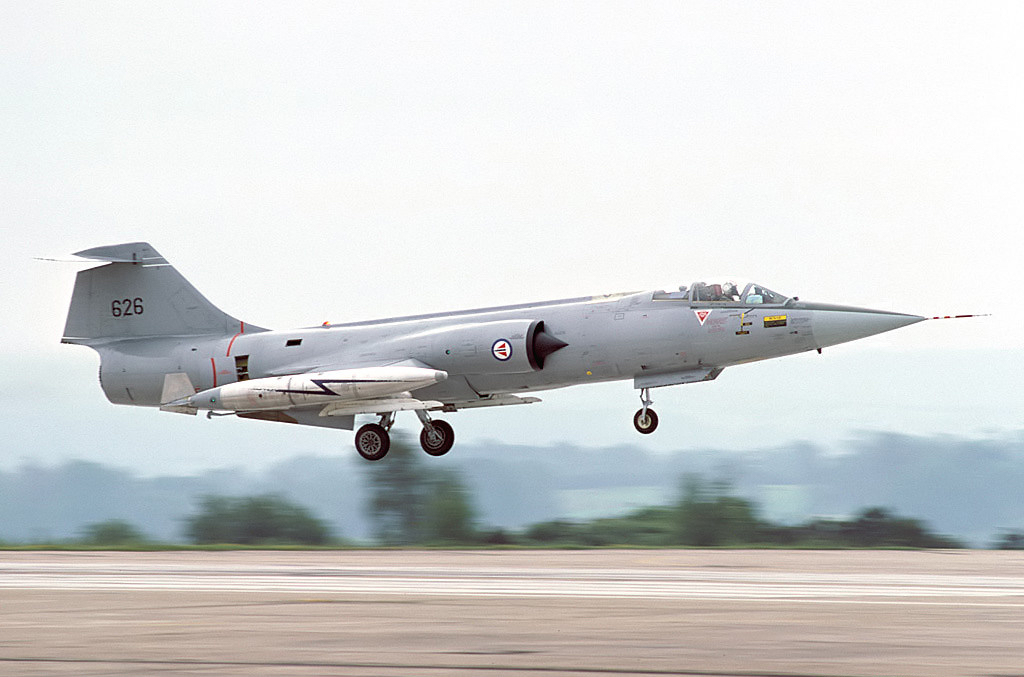
挪威皇家空軍RF-104G
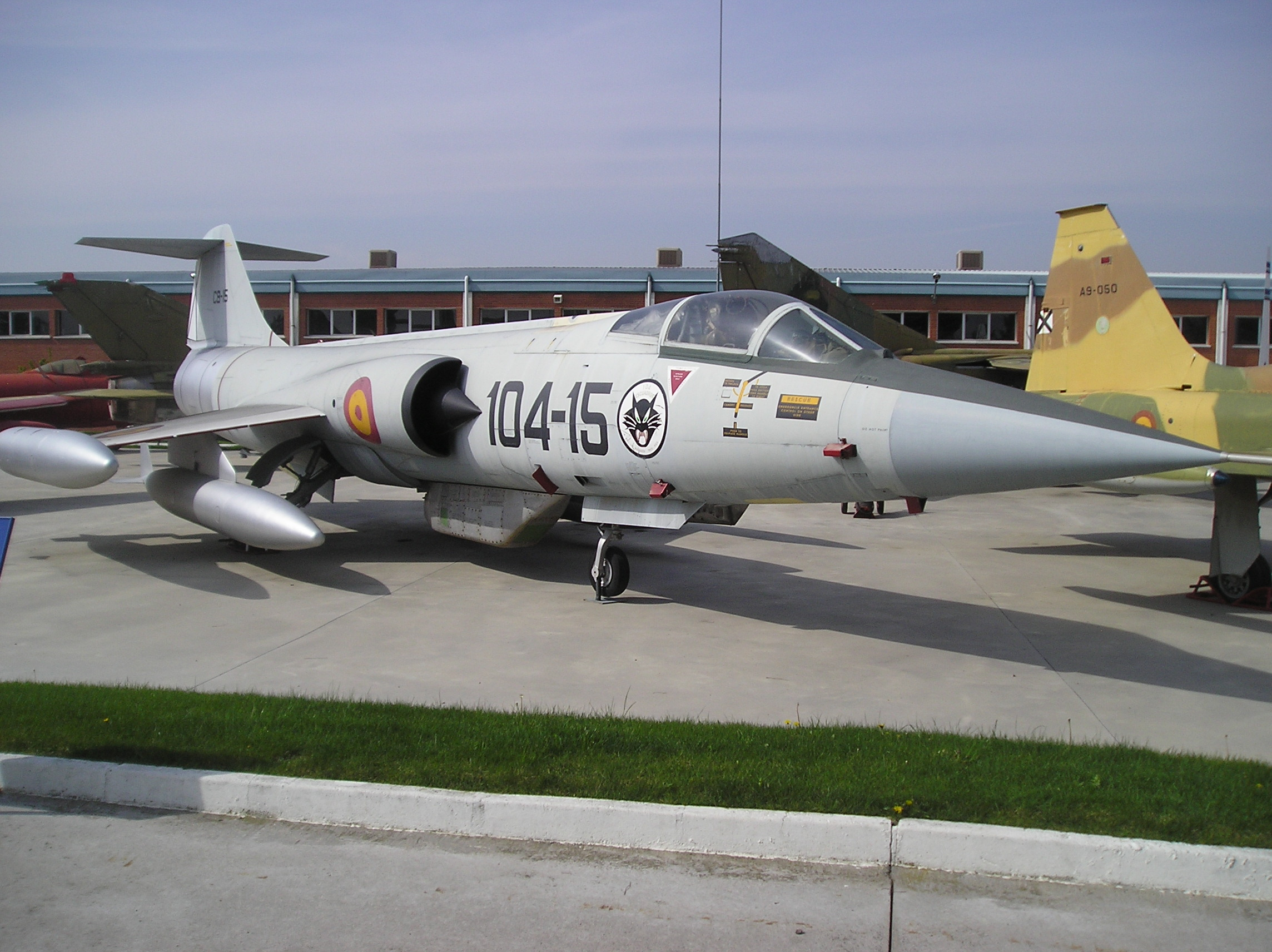
西班牙空軍F-104G
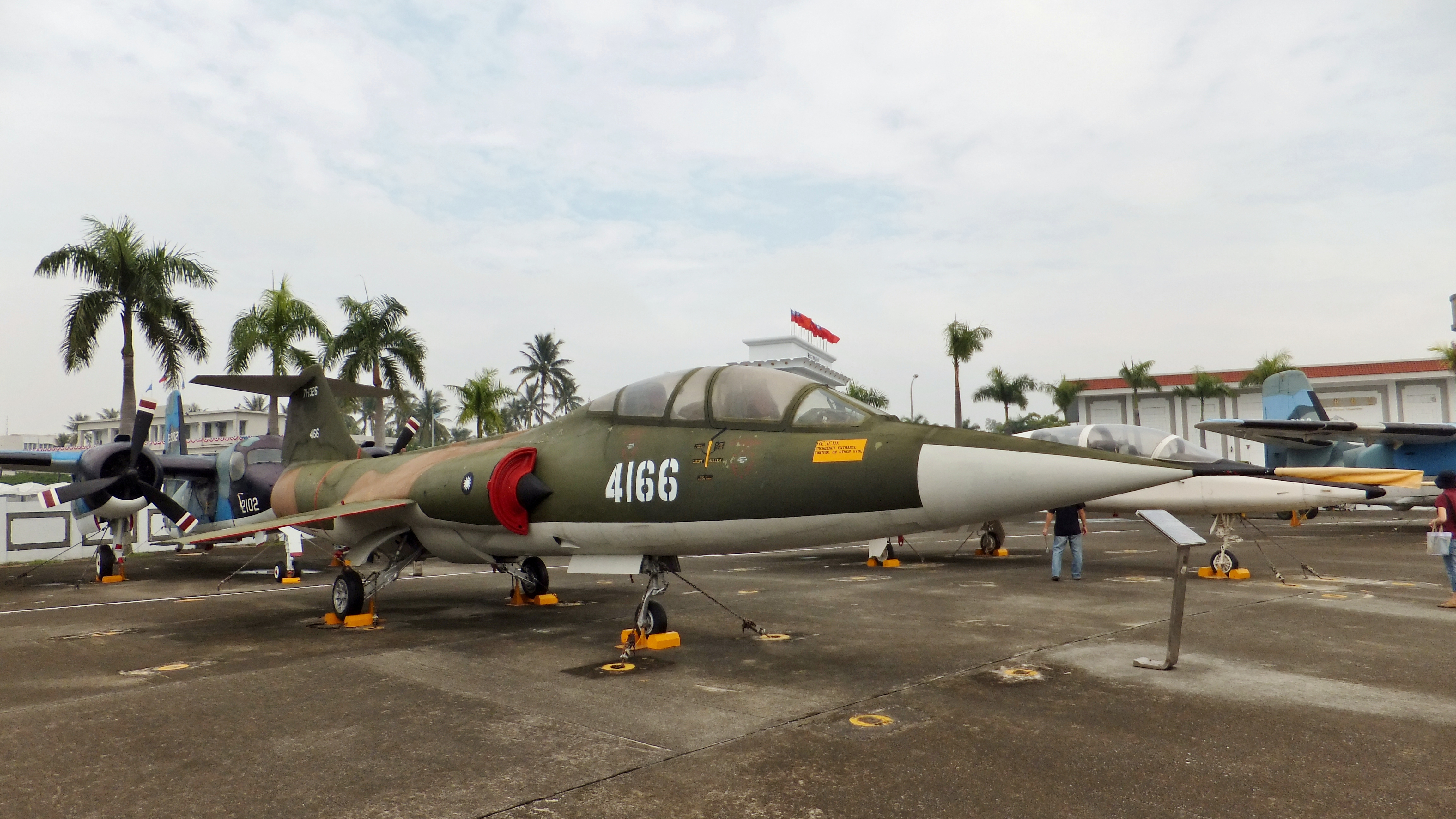
中華民國空軍F-104D
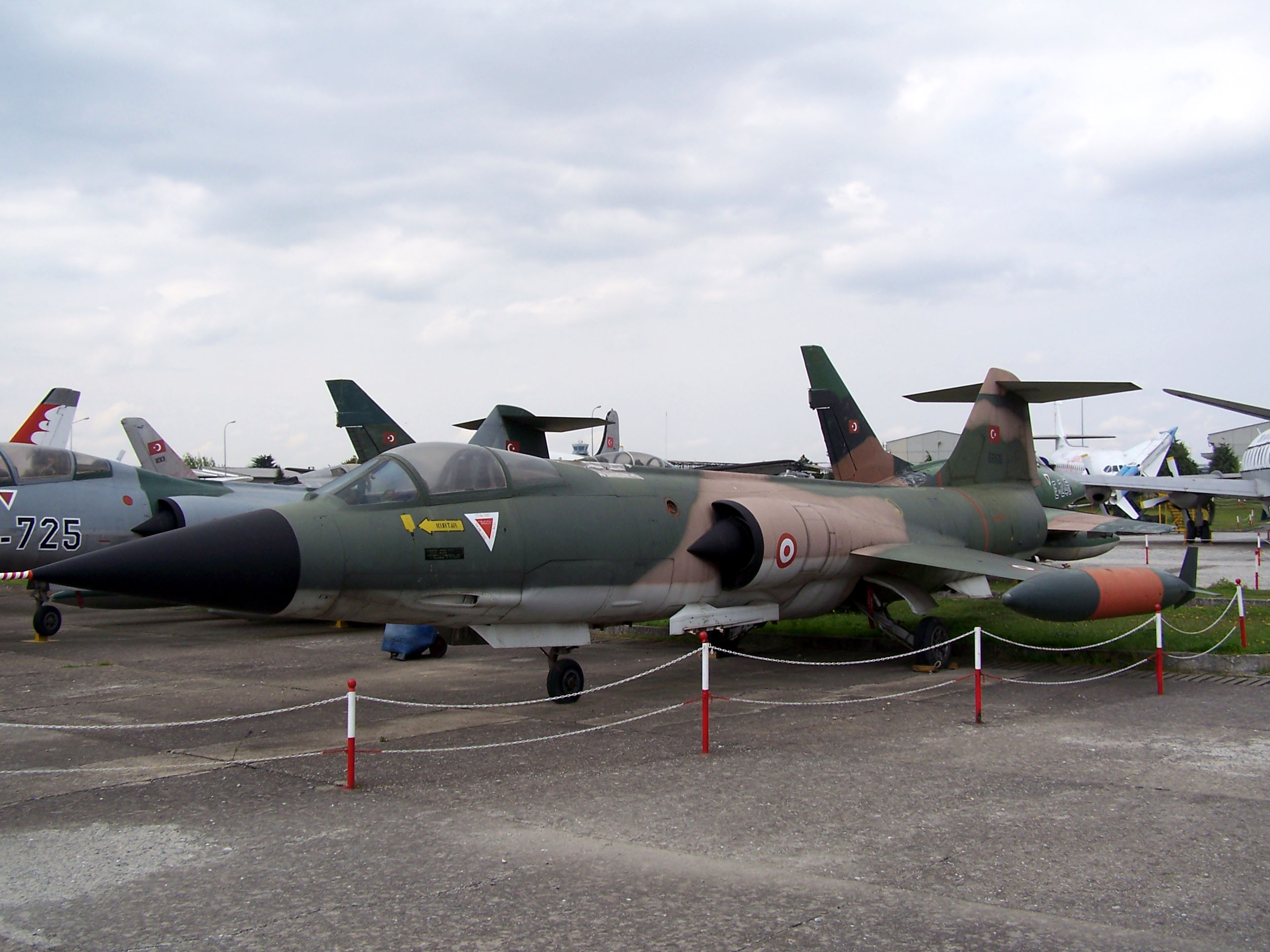
展示在伊斯坦堡航空博物館（英语：Istanbul Aviation Museum）的F-104

## 特點
F-104戰機的J79-GE-11/19發動機的特色，是在後燃器前段底部有一俗稱「長明燈」的後燃器引火器，當引火器點燃時在任何高度均可順利點燃後燃器。F-104戰鬥機由於翼面積較小，在降落時襟翼必須以大角度放下，為避免產生氣流剝離現象，採用上吹式襟翼設計。即由J79-GE-11/19發動機前段七級進氣壓縮器的可變定子葉片（I.G.V）逐漸改變進氣角度，將第17級壓縮器壓縮氣體送到襟翼上緣。此時發動機由於轉速上升，發動機在到達轉速70~90%時壓縮比下降，即產生了一種特殊的「狼嚎聲」，也就是F-104戰鬥機降落時必須使用大油門的原因，此種狼嚎聲也讓軍事迷回味不已。

## 性能諸元

### F-104A
- 機長：16.69米[31]
- 機高：4.11米
- 翼展：6.60米
- 最大起飛重量：10170公斤
- 機員：1名
- 最大時速：2465.5公里
- 引擎：GE J79-GE-3B
- 推力：9600磅（軍用推力），14,800磅（後燃推力）
- 武器：M61火神式機砲一門（備彈725發），7個硬點、最高可攜帶4000磅裝備
- 實用升限：18288米（60,000英尺）

### F-104G
- 機長：16.66米[32]
- 翼展：6.63米
- 機高：4.09米
- 機翼面積：18.22平方米
- 空重：6.35噸
- 正常起飛重量：9480公斤
- 最大起飛重量：13050公斤
- 最大時速：2330公里
- 引擎：J79-GE-11A
- 推力：10000磅（軍用推力），15600磅（後燃推力）
- 實用升限：17680米
- 作戰半徑：370至1100公里

### F-104S-ASA
- 翼展：6.68米[33]
- 機長：16.69米
- 機高：4.11米
- 機翼面積：18.22平方米
- 空重：6760公斤
- 正常起飛重量：9840公斤
- 最大起飛重量：14060公斤
- 機員：1名
- 引擎：J79-GE-19
- 推力：11870磅（軍用推力），17900磅（後燃推力）
- 最大航程：2920公里
- 作戰半徑：481-1274公里

## 外部連結
- 4420 移交給美國波特蘭市的「經典飛機博物館」（Classic Aircraft Aviation Museum）